# Mecze A.C. Milan w mistrzostwach Włoch

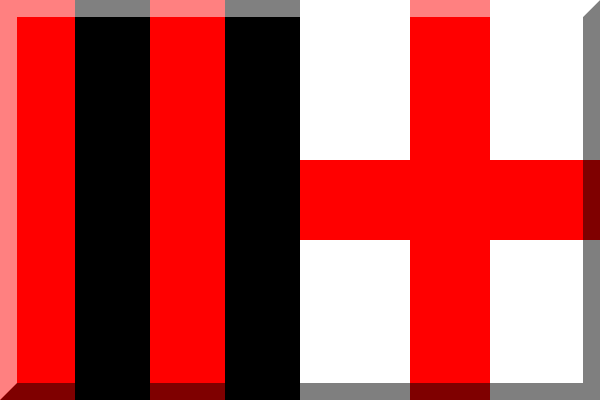
Klubowe barwy Milanu

Mecze włoskiego klubu piłkarskiego A.C. Milan w rozgrywkach o mistrzostwo Włoch.

## Wykaz spotkań

### Lata 1900 - 1910

#### Sezon 1900
- Półfinał (3. runda)

1. Torinese - Milan 3:0

#### Sezon 1901
- 2. runda

1. Milan - Mediolanum 2:0

- Półfinał

1. Juventus - Milan 2:3

- Finał

1. Genoa - Milan 0:3

#### Sezon 1902
- Finał

1. Genoa - Milan 2:0

#### Sezon 1903
- Półfinał (4. runda)

1. Milan - Juventus 0:2

#### Sezon 1904
- 1. runda

1. Milan - Andrea Doria 1:0

- Półfinał (2. runda)

1. Milan - Juventus[1] 1:1 (po dogrywce)
2. Milan - Juventus 0:3[2]

#### Sezon 1905
- Eliminacje - grupa II (Lombardia)

1. Milan - U.S. Milanese 3:3
2. U.S. Milanese - Milan 7:6

#### Sezon 1906
- Eliminacje - grupa II (Lombardia)

1. Milan - U.S. Milanese 4:3
2. U.S. Milanese - Milan 1:2[3]

- Grupa finałowa

1. Genoa - Milan 2:2
2. Juventus - Milan 2:1
3. Milan - Genoa 2:0 (walkower)
4. Milan - Juventus 1:0

- Baraż o tytuł mistrzowski

1. Juventus - Milan 0:0 (po dogrywce)
2. Milan - Juventus 2:0 (walkower)[4]

#### Sezon 1907
- Eliminacje - grupa II (Lombardia)

1. Milan - U.S. Milanese 6:0
2. U.S. Milanese - Milan 1:0

- Grupa finałowa

1. Torino - Milan 1:1
2. Milan - Andrea Doria 5:0
3. Milan - Torino 2:2
4. Andrea Doria - Milan 0:2

#### Sezon 1908
- Milan wykluczony z rozgrywek za posiadanie w składzie obcokrajowców.

#### Sezon 1909
- Eliminacje - grupa II (Lombardia)

1. Milan - Inter 3:2
2. U.S. Milanese - Milan 3:1

#### Sezon 1909/10
- Campionato di 1° categoria

1. Milan - Ausonia 2:1
2. U.S. Milanese - Milan 2:1
3. Torino - Milan 6:2
4. Milan - U.S. Milanese 1:0
5. Genoa - Milan 0:1
6. Milan - Pro Vercelli 0:3
7. Juventus - Milan 5:3
8. Milan - Juventus 0:1
9. Ausonia - Milan 2:2
10. Milan - Inter 0:5
11. Milan - Genoa 1:0
12. Pro Vercelli - Milan 4:0
13. Inter - Milan 5:1
14. Milan - Torino 0:1
15. Andrea Doria - Milan 1:7[5]
16. Milan - Andrea Doria 1:0[6]

### Lata 1910 - 1920

#### Sezon 1910/11
- Campionato di 1° categoria, eliminacje - grupa I (Liguria-Lombardia-Piemont)

1. Genoa - Milan 0:3
2. Milan - Pro Vercelli 0:0
3. U.S. Milanese - Milan 3:6
4. Juventus - Milan 0:2
5. Inter - Milan 0:2
6. Piemonte - Milan 0:0
7. Milan - Andrea Doria 0:1
8. Torino - Milan 5:1
9. Milan - Genoa 2:0
10. Pro Vercelli - Milan 1:0
11. Milan - U.S. Milanese 0:2
12. Milan - Juventus 3:0
13. Milan - Inter 6:3
14. Milan - Piemonte 7:1
15. Andrea Doria - Milan 1:7
16. Milan - Torino 5:2

#### Sezon 1911/12
- Eliminacje - grupa I (Liguria-Lombardia-Piemont)

1. Milan - Piemonte 1:1
2. Pro Vercelli - Milan 1:1
3. Milan - U.S. Milanese 6:0
4. Juventus - Milan 0:4
5. Milan - Inter 2:1
6. Casale - Milan 0:1
7. Milan - Torino 3:1
8. Genoa - Milan 1:0
9. Milan - Andrea Doria 4:0
10. Piemonte - Milan 0:3
11. Milan - Pro Vercelli 2:2
12. U.S. Milanese - Milan 1:5
13. Milan - Juventus 8:1
14. Inter - Milan 0:3
15. Milan - Casale 6:0
16. Torino - Milan 1:6
17. Milan - Genoa 1:0
18. Andrea Doria - Milan 0:4

#### Sezon 1912/13
- Eliminacje - strefa Włoch Północnych, grupa Liguria-Lombardia

1. Milan - U.S. Milanese 6:0
2. Racing Libertas - Milan 1:2
3. Inter- Milan 1:2
4. Milan - Andrea Doria 7:0
5. Milan - Genoa 4:0
6. U.S. Milanese - Milan 0:2
7. Milan - Rancing Libertas 2:0
8. Milan - Inter 2:0
9. Andrea Doria - Milan 2:3
10. Genoa - Milan 4:1

- Półfinały - grupa finałowa Włoch Północnych

1. Pro Vercelli - Milan 2:0
2. Milan - Casale 4:0
3. Milan - Hellas Werona 5:1
4. Vicenza - Milan 0:3
5. Milan - Pro Vercelli 0:0
6. Casale - Milan 2:0
7. Hellas Werona - Milan 0:3
8. Milan - Vicenza 1:1

#### Sezon 1913/14
- Eliminacje - strefa Włoch Północnych, grupa Lombardia-Piemont

1. Novara - Milan 0:4
2. Milan - Como 4:0
3. Milan - Juventus 3:1
4. A.C. Milanese - Milan 1:6
5. Milan - Racing Libertas 1:1
6. Juventus Italia - Milan 0:6
7. Milan - Inter 0:1
8. Milan - U.S. Milanese 1:1
9. Nazionale Lombardia - Milan 1:5
10. Milan - Novara 2:0
11. Como - Milan 0:4
12. Juventus - Milan 2:1
13. Milan - A.C. Milanese 6:1
14. Racing Libertas - Milan 1;7
15. Milan - Juventus Italia 3:1
16. Inter - Milan 5:2
17. U.S. Milanese - Milan 1:1
18. Milan - Nazionale Lombardia 2:2

#### Sezon 1914/15
- Eliminacje - strefa Włoch Północnych, grupa D

1. Milan - Audax Modena 13:0
2. Milan - A.C. Milanese 5:0
3. Chiasso - Milan 1:7
4. Milan - Bologna 9:1
5. Juventus Italia - Milan 0:6
6. Audax Modena - Milan 0:2
7. A.C. Milanese - Milan 0:3
8. Milan - Chiasso 5:0
9. Bologna - Milan 0:1
10. Milan - Juventus Italia 1:1

- Półfinały - strefa Włoch Północnych, grupa B

1. Novara - Milan 1:2
2. Milan - Alessandria 2:1
3. Milan - Vigor Torino 2:0
4. Milan - Novara 2:1
5. Alessandria - Milan 0:0
6. Vigor Torino - Milan 3:1

- Finały - strefa Włoch Północnych

1. Milan - Genoa 1:1
2. Milan - Torino 1:1
3. Inter - Milan 3:1
4. Genoa - Milan 3:0
5. Torino - Milan 1:1[7]

#### Sezon 1915/16
- Mistrzostwa nie odbyły się z powodu I wojny światowej.

#### Sezon 1916/17
- Mistrzostwa nie odbyły się z powodu I wojny światowej.

#### Sezon 1917/18
- Mistrzostwa nie odbyły się z powodu I wojny światowej.

#### Sezon 1918/19
- Mistrzostwa nie odbyły się z powodu powojennych problemów organizacyjnych.

#### Sezon 1919/20
- Campionato 1° Categoria - eliminacje, strefa Włoch Północnych, region Lombardii, grupa B

1. Milan - Chiasso 3:1
2. Enotria Goliardo - Milan 1:4
3. Pavia - Milan 1:6
4. Atalanta - Milan 0:4
5. Milan - Ausonia Pro Gorla 3:1
6. Chiasso - Milan 1:2
7. Milan - Enotria Goliardo 3:1
8. Milan - Pavia 3:1
9. Milan - Atalanta 5:1
10. Ausonia Pro Gorla - Milan 0:10

- Półfinały - strefa Włoch Północnych, grupa A

1. Genoa - Milan 2:1
2. Milan - Legnano 3:1
3. Milan - Pro Vercelli 1:2
4. Venezia - Milan 0:1
5. Alessandria - Milan 2:0
6. Milan - Genoa 0:2
7. Legnano - Milan 1:1
8. Pro Vercelli - Milan 5:1
9. Milan - Venezia 2:1
10. Milan - Alessandria 3:0

### Lata 1920 - 1930

#### Sezony 1920/21
- Campionato 1° Categoria - eliminacje, strefa Włoch Północnych, region Lombardii, grupa B

1. Monza - Milan 1:4
2. Milan - Cremonese 2:2
3. Pro Patria - Milan 0:1
4. Milan - Monza 5:0
5. Cremonese - Milan 1:2
6. Milan - Pro Patria 7:1

- Finały eliminacji - Lombardia

1. Milan - Trevigliese 1:0
2. Inter - Milan 0:0
3. Saronno - Milan 1:7
4. Milan - U.S. Milanese 0:1
5. Legnano - Milan 1:0
6. Trevigliese - Milan 1:2
7. Milan - Inter 1:1
8. Milan - Saronno 2:3
9. U.S. Milanese - Milan 1:0
10. Milan - Legnano 1:2

- Półfinały - strefa Włoch Północnych, grupa A

1. Bologna - Milan 2:0
2. Novara - Milan 2:0'
3. Milan - Genoa 2:2
4. Milan - Bologna 1:5
5. Milan - Novara 2:3
6. Genoa - Milan 4:3

#### Sezon 1921/22
- Mistrzostwa federacji CCI - Campionato CCI di 1° Categoria, grupa A

1. Milan - Novara 0:5
2. Vicenza - Milan 0:3
3. Milan - Juventus 1:3
4. Livorno - Milan 3:2
5. Milan - Pro Vercelli 1:0
6. U.S. Milanese - Milan 0:0
7. Milan - Andrea Doria 0:0
8. Milan - Bologna 2:1
9. Hellas Werona - Milan 2:1
10. Milan - Mantova 2:2
11. Spezia - Milan 1:2
12. Novara - Milan 3:2
13. Milan - Vicenza 7:0
14. Juventus - Milan 0:0
15. Milan - Livorno 1:2
16. Pro Vercelli - Milan 5:0
17. Milan - U.S. Milanese 2:0
18. Andrea Doria - Milan 1:2
19. Bologna - Milan 4:0
20. Milan - Hellas Werona 0:1
21. Mantova - Milan 2:1[8]
22. Milan - Spezia 0:1

#### Sezon 1922/23
- Campionato 1° Divisione - Liga Północna, grupa B

1. Genoa - Milan 4:1
2. Milan - Udinese 1:1
3. Milan - Cremonese 2:1
4. Milan - Bologna 0:8
5. Derthona - Milan 0:0
6. Milan - Rivarolese 4:0
7. Milan - Spezia 0:0
8. Modena - Milan 1:1
9. Juventus - Milan 2:2
10. Esperia Como - Milan 1:4'
11. Milan - Legnano 1:0
12. Milan - Genoa 1:3
13. Udinese - Milan 1:6
14. Cremonese - Milan 0:1
15. Bologna - Milan 0:2
16. Milan - Derthona 1:1
17. Rivarolese - Milan 1:1
18. Spezia - Milan 2:1
19. Milan - Modena 1:0
20. Milan - Juventus 0:0
21. Milan - Esperia Como 1:1
22. Legnano - Milan 1:1

#### Sezon 1923/24
- Campionato 1° Divisione - strefa północna, grupa B

1. Milan - Torino 0:3
2. Legnano - Milan 2:2
3. Milan - Bologna 1:0
4. Andrea Doria - Milan 1:1
5. Milan - Pro Vercelli 1:3
6. Spezia - Milan 2:1
7. Pisa - Milan 2:2
8. Milan - Cremonese 0:1
9. SPAL Ferrara - Milan 1:1
10. Milan - Hellas Werona 2:1
11. Novese - Milan 1:2
12. Torino - Milan 3:3
13. Milan - Legnano 2:1
14. Bologna - Milan 4:0
15. Milan - Andrea Doria 1:2
16. Pro Vercelli - Milan 2:1
17. Milan - Spezia 3:1
18. Milan - Pisa 5:1
19. Cremonese - Milan 4:1
20. Milan - SPAL Ferrara 3:4
21. Hellas Werona - Milan 5:1
22. Milan - Novese 5:0

#### Sezon 1924/25
- Campionato 1° Divisione - Liga Północna, grupa B

1. Milan - Andrea Doria 2:0
2. Sampierdanerese - Milan 3:2
3. Milan - Derthona 3:2
4. Juventus - Milan 5:3
5. Mantova - Milan 4:2
6. Milan - Bologna 3:1
7. Pro Vercelli - Milan 3:2
8. Milan - Livorno 4:2
9. Alessandria - Milan 3:1
10. Novara - Milan 4:2
11. Milan - SPAL Ferrara 3:1
12. Milan - Padova 1:3
13. Andrea Doria - Milan 3:2
14. Milan - Samperdarense 2:0
15. Derthona - Milan 0:3
16. Milan - Juventus 0:0
17. Milan - Mantova 2:1
18. Bologna - Milan 2:0
19. Milan - Pro Vercelli 1:2
20. Livorno - Milan 4:0
21. Milan - Alessandria 3:0
22. Milan - Novara 3:1
23. SPAL Ferrara - Milan 3:1
24. Padova - Milan 4:0

#### Sezon 1925/26
- Campionato 1° Divisione - Liga Północna, grupa B

1. Milan - Cremonese 1:4
2. Genoa - Milan 2:1
3. Milan - Mantova 3:1
4. Juventus - Milan 6:0
5. Alessandria - Milan 4:3
6. Pro Vercelli - Milan 3:1
7. Milan - Parma 4:2
8. Reggiana - Milan 0:1
9. Sampierdanerese - Milan 2:1
10. Milan - Padova 3:0
11. Milan - Livorno 4:1
12. Cremonese - Milan 1:0
13. Milan - Genoa 1:3
14. Mantova - Milan 0:2
15. Milan - Juventus 1:2
16. Milan - Alessandria 2:2
17. Milan - Pro Vercelli 4:0
18. Parma - Milan 1:2
19. Milan - Reggiana 4:0
20. Milan - Sampierdarense 2:0
21. Padova - Milan 4:2
22. Livorno - Milan 1:1

#### Sezon 1926/27
- Divisione Nazionale - grupa B

1. Milan - Sampierdarenese 1:2
2. Andrea Doria - Milan 1:0
3. Milan - Cremonese 1:0
4. Torino - Milan 2:2
5. Milan - Alessandria 1:1
6. Livorno - Milan 1:2
7. Milan - Bologna 4:2
8. Padova - Milan 1:3
9. Milan - Fortitudo Roma 4:0
10. Sampierdarense - Milan 3:1
11. Milan - Andrea Doria 4:1
12. Cremonese - Milan 1:2
13. Milan - Torino 3:1
14. Alessandria - Milan 3:1
15. Milan - Livorno 3:0
16. Bologna - Milan 4:1
17. Milan - Padova 5:2
18. Fortitudo Roma - Milan 2:3

- Grupa finałowa

1. Inter - Milan 1:2
2. Bologna - Milan 2:1
3. Milan - Genoa 4:2
4. Milan - Torino 2:3
5. Milan - Juventus 0:2
6. Milan - Inter 1:1
7. Milan - Bologna 1:1
8. Genoa - Milan 2:0
9. Torino - Milan 3:0
10. Juventus - Milan 8:2

#### Sezon 1927/28
- Divisione Nazionale - grupa B

1. Milan - Napoli 5:1
2. Milan - Reggiana 2:2
3. Pro Vercelli - Milan 1:1
4. Milan - Cremonese 2:1
5. Milan - Genoa 1:1
6. Lazio - Milan 3:1
7. Milan - Alessandria 2:2
8. Padova - Milan 2:1
9. Milan - Torino 1:3
10. Brescia - Milan 1:3
11. Napoli - Milan 1:2'
12. Reggiana - Milan 0:2
13. Milan - Pro Vercelli 1:0
14. Cremonese - Milan 0:1
15. Genoa - Milan 1:1
16. Milan - Lazio 2:1
17. Alessandria - Milan 0:0
18. Milan - Padova 3:0
19. Torino - Milan 2:0
20. Milan - Brescia 4:1

Grupa finałowa
1. Juventus - Milan 0:1
2. Milan - Bologna 1:1
3. Casale - Milan 2:2
4. Genoa - Milan 2:2
5. Milan - Inter 1:2
6. Milan - Alessandria 3:0
7. Torino - Milan 3:0
8. Milan - Juventus 3:1
9. Bologna - Milan 5:0
10. Milan - Casale 2:0
11. Milan - Genoa 1:2
12. Inter - Milan 2:3
13. Alessandria - Milan 2:0
14. Milan - Torino 2:2

#### Sezon 1928/29
- Divisione Nazionale - grupa A

1. Milan - Triestina 2:1
2. Prato - Milan 0:2
3. Milan - Livorno 2:1
4. Novara - Milan 1:4
5. Milan - Bari 5:1
6. Alessandria - Milan 1:0
7. Milan - Legnano 6:1
8. Milan - Torino 3:1
9. Padova - Milan 1:2
10. Milan - Casale 3:1
11. Milan - Modena 1:1
12. Dominante - Milano 0:2
13. Milan - Pro Patria 3:2
14. Atalanta - Milan 0:1
15. Roma - Milan 1:1
16. Triestina - Milan 1:0
17. Milan - Prato 4:0
18. Livorno - Milan 1:0
19. Milan - Novara 7:0
20. Bari - Milan 2:2
21. Milan - Alessandria 2:2
22. Legnano - Milan 1:5
23. Torino - Milan 2:2
24. Milan - Padova 1:2
25. Casale - Milan 3:3
26. Modena - Milan 3:0
27. Milan - Dominate 5:2
28. Pro Patria - Milan 0:4
29. Milan - Atalanta 5:1
30. Milan - Roma 0:1

- Baraże o udział w Pucharze Mitropa

1. Milan - Genoa 2:2 (po dogrywce)
2. Genoa - Milan 1:1 (po dogrywce)[9]

#### Sezon 1929/30
- Od sezonu 1929/30 do dziś rozgrywki o mistrzostwo Włoch noszą nazwę Serie A.

| Runda jesienna: 1. Milan - Brescia 4:1 2. Milan - Modena 1:0 3. Napoli - Milan 2:1 4. Milan - Roma 3:1 5. Bologna - Milan 1:1 6. Milan - Inter 1:2 7. Livorno - Milan 4:1 8. Milan - Lazio 2:1 9. Juventus - Milan 3:1 10. Milan - Cremonese 5:2 11. Milan - Alessandria 0:1 12. Padova - Milan 1:1 13. Milan - Pro Patria 3:2 14. Pro Vercelli - Milan 0:1 15. Milan - Triestina 2:1 16. Milan - Torino 1:2 17. Genoa - Milan 2:2 | Runda wiosenna: 1. Brescia - Milan 4:1 2. Modena - Milan 1:1 3. Milan - Napoli 2:2 4. Roma - Milan 1:0 5. Milan - Bologna 0:1 6. Inter - Milan 2:0 7. Milan - Livorno 2:2 8. Lazio - Milan 0:0 9. Milan - Juventus 1:1 10. Cremonese - Milan 0:2 11. Alessandria - Milan 2:1 12. Milan - Padova 6:0 13. Pro Patria - Milan 2:1 14. Milan - Pro Vercelli 3:0 15. Triestina - Milan 2:2 16. Torino - Milan 0:0 17. Milan - Genoa 0:2 |

### Lata 1930 - 1940

#### Sezon 1930/31
| Runda jesienna: 1. Livorno - Milan 0:0 2. Milan - Juventus 0:3 3. Alessandria - Milan 3:0 4. Milan - Lazio 0:1 5. Inter - Milan 1:1 6. Milan - Bologna 1:2 7. Pro Vercelli - Milan 0:2 8. Milan - Brescia 1:0 9. Modena - Milan 3:0 10. Milan - Legnano 2:0 11. Genoa - Milan 2:1 12. Milan - Triestina 2:0 13. Milan - Napoli 2:3 14. Pro Patria - Milan 2:1 15. Milan - Torino 1:1 16. Roma - Milan 1:2 17. Milan - Casale 4:0 | Runda wiosenna: 1. Milan - Livorno 5:0 2. Juventus - Milan 3:3 3. Milan - Alessandria 1:1 4. Lazio - Milan 1:2 5. Milan - Inter 1:4 6. Bologna - Milan 2:2 7. Milan - Pro Vercelli 2:1 8. Brescia - Milan 3:0 9. Milan - Modena 3:1 10. Legnano - Milan 1:2 11. Milan - Genoa 1:2 12. Triestina - Milan 3:1 13. Napoli - Milan 0:1 14. Milan - Pro Patria 1:1 15. Torino - Milan 3:1 16. Milan - Roma 0:2 17. Casale - Milan 3:2 |

#### Sezon 1931/32
| Runda jesienna: 1. Milan - Fiorentina 1:1 2. Lazio - Milan 0:0 3. Milan - Alessandria 1:1 4. Juventus - Milan 2:0 5. Milan - Inter 2:3 6. Bologna - Milan 3:0 7. Milan - Napoli 3:1 8. Brescia - Milan 2:3 9. Milan - Modena 5:0 10. Bari - Milan 2:5 11. Milan - Genoa 3:0 12. Pro Vercelli - Milan 0:2 13. Triestina - Milan 1:3 14. Milan - Pro Patria 1:1 15. Torino - Milan 0:0 16. Milan - Roma 1:2 17. Casale - Milan 0:1 | Runda wiosenna: 1. Fiorentina - Milan 3:0 2. Milan - Lazio 2:0 3. Alessandria - Milan 2:1 4. Milan - Juventus 0:0 5. Inter - Milan 0:0 6. Milan - Bologna 1:0 7. Napoli - Milan 3:1 8. Milan - Brescia 2:2 9. Modena - Milan 2:1 10. Milan - Bari 2:1 11. Genoa - Milan 1:1 12. Milan - Pro Vercelli 3:0 13. Milan - Triestina 1:1 14. Pro Patria - Milan 2:0 15. Milan - Torino 6:1 16. Roma - Milan 1:0 17. Milan - Casale 4:2 |

#### Sezon 1932/33
| Runda jesienna: 1. Bari - Milan 2:2 2. Milan - Roma 2:2 3. Padova - Milan 2:1 4. Milan - Napoli 0:3 5. Pro Patria - Milan 3:1 6. Milan - Palermo 2:1 7. Inter - Milan 5:4 8. Milan - Genoa 4:2 9. Pro Vercelli - Milan 2:1 10. Milan - Fiorentina 2:2 11. Alessandria - Milan 0:2 12. Milan - Torino 4:3 13. Bologna - Milan 2:2 14. Milan - Lazio 0:0 15. Milan - Juventus 1:1 16. Triestina - Milan 2:1 17. Milan - Casale 3:0 | Runda wiosenna: 1. Milan - Bari 2:0 2. Roma - Milan 4:0 3. Milan - Padova 6:2 4. Napoli - Milan 0:1 5. Milan - Pro Patria 5:0 6. Palermo - Milan 1:0 7. Milan - Inter 1:3 8. Genoa - Milan 2:2 9. Milan - Alessandria 3:3 10. Fiorentina - Milan 5:1 11. Torino - Milan 0:0 12. Milan - Bologna 0:3 13. Lazio - Milan 2:0 14. Juventus - Milan 3:0 15. Milan - Triestina 2:2 16. Casale - Milan 0:0 17. Milan - Pro Vercelli 2:1 |

#### Sezon 1933/34
| Runda jesienna: 1. Fiorentina - Milan 1:0 2. Milan - Lazio 4:2 3. Bologna - Milan 2:1 4. Milan - Livorno 3:1 5. Genoa - Milan 2:2 6. Milan - Brescia 4:0 7. Milan - Padova 2:2 8. Inter - Milan 3:0 9. Milan - Roma 1:0 10. Triestina - Milan 2:2 11. Alessandria - Milan 1:1 12. Milan - Juventus 3:1 13. Palermo - Milan 2:1 14. Napoli - Milan 1:0 15. Milan - Pro Vercelli 2:0 16. Milan - Casale 6:2 17. Milan - Fiorentina 2:0 | Runda wiosenna: 1. Lazio - Milan 4:0 2. Milan - Bologna 1:1 3. Livorno - Milan 4:0 4. Milan - Genoa 1:0 5. Brescia - Milan 3:0 6. Padova - Milan 0:0 7. Milan - Inter 2:1 8. Roma - Milan 1:1 9. Milan - Palermo 1:0 10. Milan - Triestina 0:1 11. Torino - Milan 3:3 12. Milan - Alessandria 3:0 13. Pro Vercelli - Milan 2:1 14. Juventus - Milan 4:0 15. Casale - Milan 0:0 16. Milan - Napoli 0:2 17. Milan - Torino 4:0 |

#### Sezon 1934/35
| Runda jesienna: 1. Pro Vercelli - Milan 1:2 2. Milan - Fiorentina 1:1 3. Brescia - Milan 2:0 4. Milan - Napoli 2:2 5. Sampierdarenese - Milan 0:0 6. Milan - Torino 0:0 7. Lazio - Milan 1:4 8. Milan - Inter 2:2 9. Livorno - Milan 0:2 10. Milan - Triestina 0:1 11. Bologna - Milan 6:3 12. Milan - Alessandria 2:2 13. Juventus - Milan 1:0 14. Milan - Roma 4:4 15. Milan - Pro Vercelli 1:0 | Runda wiosenna: 1. Palermo - Milan 1:0 2. Fiorentina - Milan 1:0 3. Milan - Brescia 0:1 4. Milan - Sampierdarenese 2:1 5. Napoli - Milan 0:1 6. Torino - Milan 1:1 7. Milan - Lazio 1:1 8. Inter - Milan 2:0 9. Milan - Livorno 1:1 10. Triestina - Milan 2:1 11. Milan - Bologna 0:0 12. Alessandria - Milan 2:1 13. Milan - Juventus 3:0 14. Roma - Milan 1:0 15. Milan - Palermo 2:1 |

#### Sezon 1935/36
| Runda jesienna: 1. Milan - Alessandria 2:0 2. Inter - Milan 1:1 3. Milan - Fiorentina 1:0 4. Bari - Milan 0:2 5. Milan - Torino 0:1 6. Genoa - Milan 3:3 7. Milan - Bologna 1:2 8. Lazio - Milan 2:2 9. Milan - Roma 0:0 10. Triestina - Milan 1:0 11. Milan - Palermo 3:1 12. Juventus - Milan 3:1 13. Milan - Brescia 2:1 14. Milan - Sampierdarenese 1:2 15. Napoli - Milan 1:0 | Runda wiosenna: 1. Alessandria - Milan 6:1 2. Milan - Inter 2:2 3. Fiorentina - Milan 3:1 4. Milan - Bari 4:0 5. Torino - Milan 2:1 6. Milan - Genoa 1:0 7. Bologna - Milan 4:1 8. Milan - Lazio 5:0 9. Roma - Milan 0:0 10. Milan - Triestina 0:0 11. Palermo - Milan 0:0 12. Milan - Juventus 2:1 13. Brescia - Milan 1:2 14. Sampierdarenese - Milan 3:1 15. Milan - Napoli 0:1 |

#### Sezon 1936/37
| Runda jesienna: 1. Lazio - Milan 3:0 2. Milan - Alessandria 4:0 3. Lucchese - Milan 0:0 4. Milan - Inter 1:1 5. Sampierdarenese - Milan 0:0 6. Milan - Napoli 1:0 7. Torino - Milan 3:1 8. Milan - Triestina 0:0 9. Bari - Milan 2:0 10. Milan - Novara 2:0 11. Genoa - Milan 0:1 12. Milan - Roma 1:0 13. Milan - Juventus 3:4 14. Fiorentina - Milan 1:2 15. Milan - Bologna 1:0 | Runda wiosenna: 1. Milan - Lazio 5:3 2. Alessandria - Milan 1:3 3. Milan - Lucchese 3:0 4. Inter - Milan 1:1 5. Milan - Sampierdarenese 2:2 6. Napoli - Milan 0:1 7. Milan - Torino 0:0 8. Triestina - Milan 0:0 9. Milan - Bari 4:0 10. Novara - Milan 1:0 11. Milan - Genoa 2:2 12. Roma - Milan 0:0 13. Juventus - Milan 2:0 14. Milan - Fiorentina 1:0 15. Bologna - Milan 2:0 |

#### Sezon 1937/38
| Runda jesienna: 1. Milan - Liguria 2:1 2. Bari - Milan 2:3 3. Milan - Torino 0:1 4. Napoli - Milan 1:1 5. Milan - Lazio 2:2 6. Inter - Milan 2:1 7. Livorno - Milan 1:2 8. Milan - Atalanta 3:0 9. Triestina - Milan 0:0 10. Milan - Roma 1:0 11. Lucchese - Milan 1:1 12. Milan - Fiorentina 3:1 13. Genoa - Milan 0:1 14. Milan - Bologna 0:1 15. Juventus - Milan 2:0 | Runda wiosenna: 1. Liguria - Milan 1:1 2. Milan - Bari 5:1 3. Torino - Milan 0:0 4. Milan - Napoli 3:1 5. Lazio - Milan 1:1 6. Milan - Inter 1:0 7. Milan - Livorno 1:0 8. Atalanta - Milan 0:0 9. Milan - Triestina 0:0 10. Roma - Milan 3:1 11. Milan - Lucchese 4:0 12. Fiorentina - Milan 0:1 13. Milan - Genoa 2:2 14. Bologna - Milan 2:2 15. Milan - Juventus 1:1 |

#### Sezon 1938/39
| Runda jesienna: 1. Roma - Milan 1:0 2. Milan - Napoli 0:0 3. Inter - Milan 1:0 4. Milan - Genoa 1:2 5. Bari - Milan 2:1 6. Milan - Livorno 2:2 7. Bologna - Milan 2:1 8. Milan - Lazio 3:0 9. Novara - Milan 2:1 10. Milan - Torino 0:0 11. Milan - Liguria 0:0 12. Juventus - Milan 2:2 13. Milan - Triestina 2:4 14. Lucchese - Milan 1:2 15. Milan - Modena 2:0 | Runda wiosenna: 1. Milan - Roma 0:1 2. Napoli - Milan 1:0 3. Milan - Inter 3:1 4. Genoa - Milan 2:0 5. Milan - Bari 3:1 6. Livorno - Milan 0:2 7. Milan - Bologna 0:1 8. Lazio - Milan 2:2 9. Milan - Novara 2:1 10. Torino - Milan 3:2 11. Liguria - Milan 0:1 12. Milan - Juventus 0:0 13. Triestina - Milan 0:1 14. Milan - Lucchese 1:0 15. Modena - Milan 2:2 |

#### Sezon 1939/40
| Runda jesienna: 1. Torino - Milan 2:1 2. Milan - Fiorentina 3:1 3. Genoa - Milan 1:1 4. Milan - Bari 4:0 5. Milan - Lazio 0:2 6. Novara - Milan 1:0 7. Milan - Bologna 0:2 8. Juventus - Milan 2:2 9. Milan - Venezia 2:1 10. Napoli - Milan 1:4 11. Milan - Liguria 1:1 12. Inter - Milan 0:3 13. Milan - Roma 3:0 14. Triestina - Milan 1:1 15. Milan - Modena 4:0 | Runda wiosenna: 1. Milan - Torino 1:3 2. Fiorentina - Milan 1:0 3. Milan - Genoa 2:2 4. Bari - Milan 2:0 5. Lazio - Milan 2:2 6. Milan - Novara 0:2 7. Bologna - Milan 1:0 8. Milan - Juventus 1:2 9. Venezia - Milan 0:2 10. Milan - Napoli 3:0 11. Liguria - Milan 0:2 12. Milan - Inter 1:3 13. Roma - Milan 3:1 14. Milan - Triestina 0:0 15. Modena - Milan 2:2 |

### Lata 1940 - 1950

#### Sezon 1940/41
| Runda jesienna: 1. Milan - Napoli 4:0 2. Novara - Milan 2:0 3. Milan - Inter 0:1 4. Livorno - Milan 1:0 5. Milan - Triestina 1:1 6. Roma - Milan 1:2 7. Milan - Torino 1:1 8. Atalanta - Milan 2:1 9. Milan - Venezia 0:0 10. Bari - Milan 1:3 11. Bologna - Milan 4:2 12. Milan - Fiorentina 3:1 13. Lazio - Milan 0:0 14. Milan - Juventus 2:2 15. Genoa - Milan 1:1 | Runda wiosenna: 1. Napoli - Milan 3:2 2. Milan - Novara 2:0 3. Inter - Milan 2:2 4. Milan - Livorno 5:0 5. Triestina - Milan 0:0 6. Milan - Roma 1:3 7. Torino - Milan 0:4 8. Milan - Atalanta 0:3 9. Venezia - Milan 0:0 10. Milan - Bari 5:0 11. Milan - Bologna 5:1 12. Fiorentina - Milan 2:3 13. Milan - Lazio 3:0 14. Juventus - Milan 1:2 15. Milan - Genoa 1:1 |

#### Sezon 1941/42
| Runda jesienna: 1. Milan - Modena 7:1 2. Napoli - Milan 2:1 3. Milan - Bologna 2:0 4. Juventus - Milan 3:2 5. Milan - Genoa 3:0 6. Roma - Milan 2:0 7. Fiorentina - Milan 4:3 8. Milan - Atalanta 1:3 9. Venezia - Milan 2:0 10. Milan - Triestina 2:2 11. Torino - Milan 1:0 12. Milan - Liguria 3:2 13. Lazio - Milan 2:2 14. Milan - Inter 2:1 15. Livorno - Milan 0:2 | Runda wiosenna: 1. Modena - Milan 1:0 2. Milan - Napoli 3:1 3. Bologna - Milan 3:1 4. Milan - Juventus 1:1 5. Genoa - Milan 1:1 6. Milan - Roma 4:2 7. Milan - Fiorentina 2:1 8. Atalanta - Milan 0:2 9. Milan - Venezia 1:1 10. Triestina - Milan 2:2 11. Milan - Torino 2:5 12. Liguria - Milan 1:0 13. Milan - Lazio 2:5 14. Inter - Milan 2:2 15. Milan - Livorno 0:2 |

#### Sezon 1942/43
| Runda jesienna: 1. Juventus - Milan 1:1 2. Milan - Genoa 0:0 3. Roma - Milan 1:1 4. Milan - Fiorentina 1:3 5. Vicenza - Milan 1:1 6. Milan - Triestina 2:0 7. Milan - Venezia 1:2 8. Torino - Milan 0:1 9. Milan - Liguria 0:0 10. Atalanta - Milan 0:0 11. Milan - Lazio 4:1 12. Bologna - Milan 3:0 13. Milan - Bari 3:1 14. Inter - Milan 3:1 15. Milan - Livorno 1:1 | Runda wiosenna: 1. Milan - Juventus 2:0 2. Genoa - Milan 4:2 3. Milan - Roma 4:1 4. Fiorentina - Milan 3:0 5. Milan - Vicenza 1:1 6. Triestina - Milan 0:1 7. Venezia - Milan 1:3 8. Milan - Torino 1:0 9. Liguria - Milan 2:2 10. Milan - Atalanta 0:1 11. Lazio - Milan 4:2 12. Milan - Bologna 3:2 13. Bari - Milan 2:0 14. Milan - Inter 0:3 15. Livorno - Milan 3:1 |

#### Sezon 1943/44
- Mistrzostwa nie odbyły się z powodu II wojny światowej.

#### Sezon 1944/45
- Mistrzostwa nie odbyły się z powodu II wojny światowej.

#### Sezon 1945/46
- Campionato Alta Italia

1. Genoa - Milan 1:0
2. Milan - Juventus 1:1
3. Vicenza - Milan 2:2
4. Milan - Inter 1:3
5. Venezia - Milan 0:0
6. Milan - Triestina 2:0
7. Torino - Milan 4:0
8. Milan - Andrea Doria 1:2
9. Modena - Milan 1:1
10. Sampierdanerese - Milan 1:2
11. Milan - Bologna 2:2
12. Atalanta - Milan 0:2
13. Milan - Brescia 3:1
14. Milan - Genoa 1:0
15. Juventus - Milan 2:2
16. Milan - Vicenza 2:4
17. Inter - Milan 2:0
18. Milan - Venezia 2:1
19. Triestina - Milan 1:2
20. Milan - Torino 2:3
21. Andrea Doria - Milan 1:2
22. Milan - Modena 1:0
23. Milan - Sampierdarense 3:0
24. Bologna - Milan 1:2
25. Milan - Atalanta 2:1
26. Brescia - Milan 2:0

- Baraże o udział w grupie finałowej

1. Brescia - Milan 1:1 (dogr.)
2. Milan - Brescia 2:1 (dogr.)

- Grupa finałowa

1. Napoli - Milan 1:0
2. Torino - Milan 3:0
3. Milan - Roma 2:0
4. Pro Livorno - Milan 1:0
5. Milan - Juventus 1:1
6. Milan - Inter 3:2
7. Bari - Milan 0:2
8. Milan - Napoli 2:3
9. Milan - Torino 2:0
10. Roma - Milan 2:2
11. Milan - Pro Livorno 1:0
12. Juventus - Milan 3:1
13. Inter - Milan 0:1
14. Milan - Bari 8:0

#### Sezon 1946/47
| Runda jesienna: 1. Milan - Vicenza 2:3 2. Milan - Triestina 3:0 3. Milan - Juventus 3:3 4. Sampdoria - Milan 2:1 5. Milan - Inter 3:1 6. Brescia - Milan 1:1 7. Atalanta - Milan 1:3 8. Milan - Roma 3:1 9. Milan - Livorno 2:2 10. Modena - Milan 2:1 11. Milan - Venezia 3:2 12. Milan - Genoa 4:1 13. Lazio - Milan 1:1 14. Bologna - Milan 1:2 15. Milan - Alessandria 4:0 16. Fiorentina - Milan 0:3 17. Milan - Brescia 2:1 18. Milan - Atalanta 0:0 19. Roma - Milan 1:1 | Runda wiosenna: 1. Livorno - Milan 2:2 2. Milan - Modena 1:1 3. Venezia - Milan 1:1 4. Genoa - Milan 0:2 5. Milan - Lazio 0:0 6. Milan - Bologna 4:2 7. Alessandria - Milan 4:1 8. Milan - Fiorentina 2:2 9. Bari - Milan 0:3 10. Torino - Milan 6:2 11. Milan - Napoli 4:2 12. Milan - Bari 0:2 13. Milan - Torino 1:2 14. Napoli - Milan 0:0 15. Vicenza - Milan 2:3 16. Triestina - Milan 1:2 17. Juventus - Milan 1:2 18. Milan - Sampdoria 1:0 19. Inter - Milan 1:2 |

#### Sezon 1947/48
| Runda jesienna: 1. Lazio - Milan 1:2 2. Milan - Pro Patria 4:2 3. Fiorentina - Milan 2:1 4. Milan - Genoa 2:0 5. Livorno - Milan 1:1 6. Milan - Bologna 2:1 7. Triestina - Milan 2:0 8. Milan - Inter 3:2 9. Milan - Atalanta 1:0 10. Roma - Milan 1:4 11. Lucchese - Milan 0:0 12. Milan - Juventus 5:0 13. Milan - Modena 2:1 14. Sampdoria - Milan 0:0 15. Milan - Bari 8:1 16. Milan - Salernitana 2:0 17. Napoli - Milan 0:2 18. Milan - Torino 3:2 19. Vicenza - Milan 0:0 20. Alessandria - Milan 2:2 | Runda wiosenna: 1. Milan - Lazio 5:2 2. Pro Patria - Milan 2:3 3. Milan - Fiorentina 2:1 4. Genoa - Milan 3:1 5. Milan - Livorno 2:0 6. Bologna - Milan 1:0 7. Milan - Triestina 1:1 8. Inter - Milan 0:2 9. Atalanta - Milan 1:0 10. Milan - Roma 2:2 11. Milan - Lucchese 1:2 12. Juventus - Milan 2:1 13. Modena - Milan 1:0 14. Milan - Sampdoria 1:0 15. Bari - Milan 1:0 16. Salernitana - Milan 4:3 17. Milan - Napoli 3:0 18. Torino - Milan 2:1 19. Milan - Vicenza 3:2 20. Milan - Alessandria 1:3 |

#### Sezon 1948/49
| Runda jesienna: 1. Bari - Milan 0:2 2. Palermo - Milan 2:1 3. Milan - Atalanta 3:0 4. Roma - Milan 1:2 5. Milan - Inter 0:2 6. Milan - Triestina 3:1 7. Lucchese - Milan 2:2 8. Milan - Torino 1:0 9. Fiorentina - Milan 4:2 10. Milan - Novara 4:1 11. Modena - Milan 0:0 12. Milan - Juventus 1:1 13. Padova - Milan 1:4 14. Genoa - Milan 1:0 15. Milan - Lazio 3:0 16. Milan - Bologna 2:2 17. Livorno - Milan 2:1 18. Milan - Pro Patria 3:2 19. Sampdoria - Milan 2:1 | Runda wiosenna: 1. Milan - Bari 4:1 2. Milan - Palermo 2:1 3. Atalanta - Milan 1:1 4. Milan - Roma 3:0 5. Inter - Milan 4:4 6. Triestina - Milan 1:3 7. Milan - Lucchese 4:0 8. Torino - Milan 4:1 9. Milan - Fiorentina 3:1 10. Novara - Milan 1:2 11. Milan - Modena 5:1 12. Juventus - Milan 1:1 13. Milan - Padova 2:2 14. Lazio - Milan 2:3 15. Bologna - Milan 3:1 16. Milan - Livorno 2:0 17. Pro Patria - Milan 3:2 18. Milan - Sampdoria 3:2 19. Milan - Genoa 2:2 |

#### Sezon 1949/50
| Runda jesienna: 1. Sampdoria - Milan 1:3 2. Milan - Como 1:1 3. Venezia - Milan 1:4 4. Milan - Juventus 0:1 5. Pro Patria - Milan 2:4 6. Milan - Palermo 4:1 7. Milan - Lazio 0:0 8. Torino - Milan 3:2 9. Milan - Atalanta 2:1 10. Inter - Milan 6:5 11. Milan - Lucchese 2:0 12. Milan - Fiorentina 4:1 13. Novara - Milan 1:3 14. Milan - Genoa 5:0 15. Bologna - Milan 0:1 16. Milan - Bari 9:1 17. Milan - Padova 4:2 18. Triestina - Milan 0:0 19. Roma - Milan 1:0 | Runda wiosenna: 1. Milan - Sampdoria 5:1 2. Como - Milan 1:4 3. Milan - Venezia 2:0 4. Juventus - Milan 1:7 5. Milan - Pro Patria 7:1 6. Palermo - Milan 0:1 7. Lazio - Milan 3:2 8. Milan - Torino 7:0 9. Atalanta - Milan 5:2 10. Milan - Inter 3:1 11. Lucchese - Milan 0:2 12. Fiorentina - Milan 1:3 13. Milan - Novara 5:0 14. Genoa - Milan 1:0 15. Milan - Bologna 2:0 16. Bari - Milan 2:0 17. Padova - Milan 1:2 18. Milan - Triestina 5:2 19. Milan - Roma 6:2 |

### Lata 1950 - 1960

#### Sezon 1950/51
| Runda jesienna: 1. Milan - Udinese 6:2 2. Sampdoria - Milan 1:2 3. Milan - Novara 9:2 4. Napoli - Milan 3:5 5. Palermo - Milan 0:2 6. Milan - Lucchese 2:0 7. Juventus - Milan 1:1 8. Milan - Genoa 4:0 9. Como - Milan 2:2 10. Milan - Inter 2:3 11. Padova - Milan 1:2 12. Milan - Bologna 1:2 13. Triestina - Milan 3:4 14. Milan - Torino 3:0 15. Milan - Pro Patria 2:0 16. Atalanta - Milan 4:7 17. Milan - Fiorentina 1:0 18. Lazio - Milan 1:1 19. Milan - Roma 2:0 | Runda wiosenna: 1. Udinese - Milan 0:0 2. Milan - Sampdoria 2:0 3. Novara - Milan 1:3 4. Milan - Napoli 2:1 5. Milan - Palermo 9:0 6. Lucchese - Milan 1:5 7. Milan - Juventus 2:0 8. Genoa - Milan 0:3 9. Milan - Como 7:0 10. Inter - Milan 0:1 11. Milan - Padova 3:1 12. Bologna - Milan 0:0 13. Milan - Triestina 2:0 14. Torino - Milan 0:4 15. Pro Patria - Milan 0:0 16. Milan - Atalanta 3:3 17. Fiorentina - Milan 1:1 18. Milan - Lazio 1:2 19. Roma - Milan 2:1 |

#### Sezon 1951/52
| Runda jesienna: 1. Novara - Milan 1:2 2. Milan - Lucchese 4:0 3. Udinese - Milan 1:1 4. Milan - Pro Patria 5:1 5. Como - Milan 1:2 6. Milan - Sampdoria 2:1 7. Torino - Milan 0:6 8. Milan - Bologna 4:0 9. Inter - Milan 2:2 10. Napoli - Milan 0:2 11. Milan - Spal 1:1 12. Padova - Milan 5:2 13. Milan - Juventus 1:1 14. Atalanta - Milan 1:0 15. Milan - Legnano 4:1 16. Milan - Lazio 1:1 17. Palermo - Milan 1:1 18. Milan - Triestina 2:0 19. Fiorentina - Milan 1:0 | Runda wiosenna: 1. Milan - Novara 6:2 2. Lucchese - Milan 0:5 3. Milan - Udinese 0:0 4. Pro Patria - Milan 2:2 5. Milan - Como 2:0 6. Sampdoria - Milan 1:1 7. Milan - Torino 4:1 8. Bologna - Milan 0:0 9. Milan - Inter 2:1 10. Milan - Napoli 3:2 11. Spal - Milan 1:2 12. Milan - Padova 3:0 13. Juventus - Milan 3:1 14. Milan - Atalanta 4:4 15. Legnano - Milan 2:1 16. Lazio - Milan 1:1 17. Milan - Palermo 4:0 18. Triestina - Milan 1:1 19. Milan - Fiorentina 3:1 |

#### Sezon 1952/53
| Runda jesienna: 1. Milan - Novara 2:0 2. Palermo - Milan 0:1 3. Milan - Spal 1:0 4. Roma - Milan 2:1 5. Milan - Sampdoria 2:1 6. Triestina - Milan 1:1 7. Milan - Inter 0:1 8. Milan - Pro Patria 4:0 9. Napoli - Milan 4:2 10. Udinese - Milan 0:2 11. Milan - Lazio 3:1 12. Juventus - Milan 0:3 13. Milan - Como 4:2 14. Milan - Fiorentina 2:1 15. Torino - Milan 1:1 16. Bologna - Milan 2:0 17. Milan - Atalanta 5:1 | Runda wiosenna: 1. Novara - Milan 2:1 2. Milan - Palermo 5:0 3. Spal - Milan 1:1 4. Milan - Roma 4:1 5. Sampdoria - Milan 2:1 6. Milan - Triestina 4:1 7. Inter - Milan 0:0 8. Pro Patria - Milan 0:1 9. Milan - Napoli 2:2 10. Milan - Udinese 0:0 11. Lazio - Milan 0:0 12. Milan - Juventus 1:2 13. Como - Milan 3:1 14. Fiorentina - Milan 0:3 15. Milan - Torino 5:1 16. Milan - Bologna 1:1 17. Atalanta - Milan 1:1 |

#### Sezon 1953/54
| Runda jesienna: 1. Udinese - Milan 2:2 2. Milan - Novara 0:0 3. Sampdoria - Milan 2:1 4. Milan - Triestina 4:0 5. Napoli - Milan 0:1 6. Palermo - Milan 1:4 7. Milan - Atalanta 3:3 8. Inter - Milan 3:0 9. Milan - Genoa 3:0 10. Milan - Legnano 3:1 11. Torino - Milan 1:4 12. Fiorentina - Milan 0:0 13. Milan - Juventus 1:0 14. Bologna - Milan 2:1 15. Lazio - Milan 1:1 16. Milan - Spal 6:1 17. Milan - Roma 1:2 | Runda wiosenna: 1. Milan - Udinese 2:1 2. Novara - Milan 1:1 3. Milan - Sampdoria 1:1 4. Triestina - Milan 0:6 5. Milan - Napoli 3:2 6. Milan - Palermo 2:1 7. Atalanta - Milan 3:1 8. Milan - Inter 2:0 9. Genoa - Milan 2:2 10. Legnano - Milan 2:2 11. Milan - Torino 0:1 12. Milan - Fiorentina 2:1 13. Juventus - Milan 1:0 14. Milan - Bologna 2:1 15. Milan - Lazio 3:2 16. Spal - Milan 0:0 17. Roma - Milan 1:2 |

#### Sezon 1954/55
| Runda jesienna: 1. Milan - Triestina 4:0 2. Sampdoria - Milan 0:3 3. Milan - Atalanta 3:1 4. Catania - Milan 1:3 5. Napoli - Milan 0:2 6. Milan - Torino 4:1 7. Bologna - Milan 1:2 8. Milan - Inter 1:1 9. Fiorentina - Milan 0:2 10. Milan - Novara 3:0 11. Roma - Milan 2:1 12. Milan - Udinese 2:2 13. Milan - Lazio 3:0 14. Juventus - Milan 3:4 15. Milan - Genoa 2:2 16. Spal - Milan 0:0 17. Milan - Pro Patria 2:0 | Runda wiosenna: 1. Triestina - Milan 4:3 2. Milan - Sampdoria 1:3 3. Atalanta - Milan 1:1 4. Milan - Catania 2:0 5. Milan - Napoli 1:1 6. Torino - Milan 1:2 7. Milan - Bologna 0:0 8. Inter - Milan 1:1 9. Milan - Fiorentina 4:0 10. Novara - Milan 1:1 11. Milan - Roma 0:2 12. Udinese - Milan 3:2 13. Lazio - Milan 2:4 14. Milan - Juventus 3:1 15. Genoa - Milan 0:8 16. Milan - Spal 6:0 17. Pro Patria - Milan 1:1 |

#### Sezon 1955/56
| Runda jesienna: 1. Atalanta - Milan 4:3 2. Milan - Sampdoria 6:1 3. Padova - Milan 1:5 4. Milan - Napoli 0:0 5. Milan - Inter 1:2 6. Triestina - Milan 1:3 7. Milan - Spal 2:0 8. Genoa - Milan 3:1 9. Milan - Vicenza 0:0 10. Milan - Fiorentina 0:2 11. Pro Patria - Milan 1:1 12. Milan - Juventus 3:1 13. Novara - Milan 2:4 14. Milan - Roma 4:1 15. Torino - Milan 1:1 16. Milan - Bologna 3:0 17. Lazio - Milan 2:3 | Runda wiosenna: 1. Milan - Atalanta 4:1 2. Sampdoria - Milan 2:2 3. Milan - Padova 4:1 4. Napoli - Milan 2:0 5. Inter - Milan 2:1 6. Milan - Triestina 1:0 7. Spal - Milan 0:0 8. Milan - Genoa 3:2 9. Vicenza - Milan 1:3 10. Fiorentina - Milan 3:0 11. Milan - Pro Patria 3:3 12. Juventus - Milan 0:0 13. Milan - Novara 4:2 14. Roma - Milan 0:0 15. Milan - Torino 3:1 16. Bologna - Milan 2:1 17. Milan - Lazio 1:3 |

#### Sezon 1956/57
| Runda jesienna: 1. Milan - Triestina 2:1 2. Bologna - Milan 1:2 3. Milan - Palermo 1:0 4. Milan - Napoli 3:5 5. Padova - Milan 2:0 6. Milan - Inter 1:1 7. Fiorentina - Milan 0:3 8. Milan - Udinese 2:0 9. Juventus - Milan 0:1 10. Atalanta - Milan 2:2 11. Milan - Lazio 3:2 12. Sampdoria - Milan 3:2 13. Milan - Genoa 2:0 14. Milan - Torino 3:1 15. Roma - Milan 0:0 16. Spal - Milan 1:3 17. Milan - Vicenza 4:2 | Runda wiosenna: 1. Triestina - Milan 1:3 2. Milan - Bologna 1:0 3. Palermo - Milan 1:2 4. Napoli - Milan 2:2 5. Milan - Padova 2:0 6. Inter - Milan 1:1 7. Milan - Fiorentina 2:0 8. Udinese - Milan 2:1 9. Milan - Juventus 4:1 10. Milan - Atalanta 4:0 11. Lazio - Milan 3:0 12. Milan - Sampdoria 2:1 13. Genoa - Milan 0:1 14. Torino - Milan 2:2 15. Milan - Roma 3:1 16. Milan - Spal 0:1 17. Vicenza - Milan 3:1 |

#### Sezon 1957/58
| Runda jesienna: 1. Milan - Genoa 1:5 2. Milan - Spal 4:2 3. Fiorentina - Milan 4:3 4. Milan - Verona 2:0 5. Roma - Milan 3:3 6. Bologna - Milan 0:0 7. Milan - Lazio 6:1 8. Padova - Milan 3:2 9. Milan - Torino 4:0 10. Atalanta - Milan 1:0 11. Juventus - Milan 1:0 12. Milan - Udinese 1:1 13. Milan - Inter 2:2 14. Sampdoria - Milan 0:2 15. Milan - Alessandria 1:1 16. Napoli - Milan 1:0 17. Milan - Vicenza 4:1 | Runda wiosenna: 1. Genoa - Milan 1:1 2. Spal - Milan 1:5 3. Milan - Fiorentina 2:1 4. Verona - Milan 4:3 5. Milan - Roma 1:1 6. Milan - Bologna 0:1 7. Lazio - Milan 1:1 8. Milan - Padova 1:1 9. Torino - Milan 3:2 10. Milan - Atalanta 5:0 11. Milan - Juventus 1:1 12. Udinese - Milan 1:1 13. Inter - Milan 1:0 14. Milan - Sampdoria 0:1 15. Alessandria - Milan 0:0 16. Milan - Napoli 2:2 17. Vicenza - Milan 1:1 |

#### Sezon 1958/59
| Runda jesienna: 1. Bologna - Milan 1:1 2. Milan - Udinese 7:0 3. Padova - Milan 0:1 4. Milan - Genoa 4:0 5. Lazio - Milan 0:0 6. Torino - Milan 3:3 7. Milan - Spal 0:0 8. Fiorentina - Milan 1:3 9. Milan - Roma 4:1 10. Milan - Juventus 1:1 11. Inter - Milan 1:0 12. Milan - Vicenza 0:0 13. Alessandria - Milan 1:2 14. Milan - Sampdoria 4:1 15. Bari - Milan 0:2 16. Milan - Napoli 6:1 17. Triestina - Milan 2:2 | Runda wiosenna: 1. Milan - Bologna 4:3 2. Udinese - Milan 2:2 3. Milan - Padova 4:1 4. Genoa - Milan 0:2 5. Milan - Lazio 5:0 6. Milan - Torino 5:1 7. Spal - Milan 1:1 8. Milan - Fiorentina 2:0 9. Roma - Milan 1:1 10. Juventus - Milan 4:5 11. Milan - Inter 1:1 12. Vicenza - Milan 2:0 13. Milan - Alessandria 5:1 14. Sampdoria - Milan 0:0 15. Milan - Bari 4:2 16. Napoli - Milan 0:1 17. Milan - Triestina 2:0 |

#### Sezon 1959/60
| Runda jesienna: 1. Atalanta - Milan 0:0 2. Milan - Spal 3:1 3. Milan - Bologna 2:2 4. Juventus - Milan 3:1 5. Milan - Lazio 1:0 6. Sampdoria - Milan 2:1 7. Palermo - Milan 1:0 8. Milan - Fiorentina 0:0 9. Bari - Milan 3:0 10. Milan - Padova 3:2 11. Milan - Inter 5:3 12. Udinese - Milan 2:2 13. Napoli - Milan 1:1 14. Milan - Vicenza 2:0 15. Roma - Milan 2:0 16. Milan - Alessandria 3:1 17. Milan - Atalanta 2:1 | Runda wiosenna: 1. Spal - Milan 0:3 2. Bologna - Milan 0:3 3. Milan - Juventus 0:2 4. Lazio - Milan 0:1 5. Milan - Sampdoria 4:0 6. Milan - Palermo 0:0 7. Fiorentina - Milan 1:1 8. Milan - Bari 2:0 9. Padova - Milan 0:2 10. Inter - Milan 0:0 11. Milan - Udinese 3:1 12. Genoa - Milan 0:2 13. Milan - Napoli 3:1 14. Vicenza - Milan 1:2 15. Milan - Roma 1:1 16. Alessandria - Milan 3:1 17. Milan - Genoa 2:1 |

### Lata 1960 - 1970

#### Sezon 1960/61
| Runda jesienna: 1. Milan - Catania 3:0 2. Padova - Milan 4:1 3. Milan - Bologna 5:1 4. Sampdoria - Milan 2:2 5. Milan - Atalanta 0:0 6. Juventus - Milan 3:4 7. Milan - Udinese 3:1 8. Inter - Milan 1:0 9. Napoli - Milan 1:2 10. Milan - Torino 2:0 11. Roma - Milan 2:2 12. Bari - Milan 0:0 13. Milan - Fiorentina 4:1 14. Milan - Lazio 5:1 15. Lecco - Milan 2:2 16. Milan - Spal 4:0 17. Vicenza - Milan 1:0 | Runda wiosenna: 1. Catania - Milan 4:3 2. Milan - Padova 3:0 3. Bologna - Milan 0:2 4. Milan - Sampdoria 3:1 5. Atalanta - Milan 2:0 6. Milan - Inter 2:1 7. Milan - Napoli 2:1 8. Torino - Milan 1:1 9. Milan - Roma 2:1 10. Milan - Bari 1:3 11. Fiorentina - Milan 2:0 12. Lazio - Milan 0:1 13. Milan - Lecco 1:1 14. Spal - Milan 1:2 15. Milan - Vicenza 0:0 16. Milan - Juventus 3:1 17. Udinese - Milan 0:0 |

#### Sezon 1961/62
| Runda jesienna: 1. Vicenza - Milan 0:3 2. Milan - Catania 3:0 3. Palermo - Milan 0:0 4. Milan - Udinese 4:3 5. Bologna - Milan 1:0 6. Milan - Sampdoria 2:3 7. Inter - Milan 1:3 8. Venezia - Milan 2:1 9. Milan - Lecco 3:0 10. Milan - Roma 3:1 11. Fiorentina - Milan 5:2 12. Milan - Juventus 5:1 13. Padova - Milan 1:1 14. Milan - Atalanta 2:2 15. Mantova - Milan 1:2 16. Torino - Milan 1:1 17. Milan - Spal 4:1 | Runda wiosenna: 1. Milan - Vicenza 4:1 2. Catania - Milan 1:3 3. Milan - Palermo 3:0 4. Udinese - Milan 0:1 5. Milan - Bologna 3:0 6. Sampdoria - Milan 1:3 7. Milan - Inter 0:2 8. Milan - Venezia 1:0 9. Lecco - Milan 2:2 10. Roma - Milan 0:1 11. Milan - Fiorentina 5:2 12. Juventus - Milan 2:4 13. Milan - Padova 4:0 14. Atalanta - Milan 0:2 15. Milan - Mantova 1:0 16. Milan - Torino 4:2 17. Spal - Milan 0:3 |

#### Sezon 1962/63
| Runda jesienna: 1. Milan - Venezia 3:3 2. Napoli - Milan 1:5 3. Milan - Atalanta 0:0 4. Milan - Fiorentina 0:0 5. Vicenza - Milan 2:0 6. Milan - Inter 1:1 7. Sampdoria - Milan 2:1 8. Milan - Bologna 3:1 9. Modena - Milan 2:2 10. Juventus - Milan 1:0 11. Milan - Mantova 2:2 12. Roma - Milan 0:1 13. Milan - Torino 2:1 14. Genoa - Milan 0:1 15. Spal - Milan 0:0 16. Milan - Catania 0:0 17. Milan - Palermo 2:0 | Runda wiosenna: 1. Venezia - Milan 0:2 2. Milan - Napoli 0:1 3. Atalanta - Milan 2:2 4. Fiorentina - Milan 0:1 5. Milan - Vicenza 6:1 6. Inter - Milan 1:1 7. Milan - Sampdoria 1:1 8. Bologna - Milan 1:2 9. Milan - Modena 4:0 10. Milan - Juventus 0:0 11. Mantova - Milan 1:3 12. Milan - Roma 0:1 13. Torino - Milan 0:0 14. Milan - Genoa 1:0 15. Milan - Spal 4:0 16. Catania - Milan 1:0 17. Palermo - Milan 1:3 |

#### Sezon 1963/64
| Runda jesienna: 1. Mantova - Milan 1:4 2. Milan - Messina 3:0 3. Lazio - Milan 1:1 4. Torino - Milan 0:0 5. Milan - Genoa 3:1 6. Bologna - Milan 2:2 7. Milan - Catania 3:1 8. Milan - Modena 3:0 9. Milan - Juventus 2:2 10. Milan - Atalanta 2:0 11. Sampdoria - Milan 1:2 12. Milan - Roma 2:1 13. Fiorentina - Milan 2:1 14. Bari - Milan 0:2 15. Milan - Spal 1:1 16. Milan - Mantova 1:0 17. Messina - Milan 1:2 | Runda wiosenna: 1. Inter - Milan 0:2 2. Vicenza - Milan 0:1 3. Milan - Lazio 0:1 4. Milan - Torino 1:1 5. Genoa - Milan 1:1 6. Milan - Bologna 1:2 7. Catania - Milan 0:1 8. Modena - Milan 0:1 9. Milan - Inter 1:1 10. Milan - Vicenza 2:1 11. Juventus - Milan 1:2 12. Atalanta - Milan 0:0 13. Milan - Sampdoria 0:1 14. Roma - Milan 2:3 15. Milan - Fiorentina 2:1 16. Milan - Bari 2:0 17. Spal - Milan 2:4 |

#### Sezon 1964/65
| Runda jesienna: 1. Milan - Catania 1:1 2. Mantova - Milan 0:4 3. Vicenza - Milan 2:3 4. Milan - Torino 1:1 5. Milan - Lazio 2:1 6. Messina - Milan 0:2 7. Milan - Atalanta 2:0 8. Sampdoria - Milan 0:2 9. Inter - Milan 0:3 10. Milan - Fiorentina 2:0 11. Foggia - Milan 1:2 12. Juventus - Milan 2:2 13. Milan - Bologna 3:1 14. Roma - Milan 1:2 15. Varese - Milan 0:0 16. Milan - Genoa 1:0 17. Milan - Cagliari 1:0 | Runda wiosenna: 1. Catania - Milan 1:1 2. Milan - Mantova 2:0 3. Milan - Vicenza 0:1 4. Torino - Milan 1:2 5. Lazio - Milan 0:0 6. Milan - Messina 2:0 7. Atalanta - Milan 1:1 8. Milan - Sampdoria 3:0 9. Milan - Inter 2:5 10. Fiorentina - Milan 0:0 11. Milan - Foggia 1:0 12. Milan - Juventus 1:0 13. Bologna - Milan 0:2 14. Milan - Roma 0:2 15. Milan - Varese 1:0 16. Genoa - Milan 0:0 17. Cagliari - Milan 2:1 |

#### Sezon 1965/66
| Runda jesienna: 1. Lazio - Milan 0:0 2. Milan - Foggia 1:0 3. Brescia - Milan 0:3 4. Milan - Sampdoria 2:0 5. Spal - Milan 1:1 6. Milan - Napoli 4:1 7. Fiorentina - Milan 1:0 8. Milan - Cagliari 2:2 9. Milan - Varese 3:1 10. Inter - Milan 1:1 11. Milan - Roma 3:1 12. Bologna - Milan 4:1 13. Milan - Juventus 2:1 14. Torino - Milan 0:1 15. Milan - Atalanta 1:0 16. Milan - Vicenza 1:1 17. Catania - Milan 1:1 | Runda wiosenna: 1. Milan - Lazio 0:2 2. Foggia - Milan 0:0 3. Milan - Brescia 2:1 4. Sampdoria - Milan 1:2 5. Milan - Spal 1:1 6. Napoli - Milan 0:0 7. Milan - Fiorentina 1:2 8. Cagliari - Milan 1:2 9. Varese - Milan 0:0 10. Milan - Inter 1:2 11. Roma - Milan 1:0 12. Milan - Bologna 0:1 13. Juventus - Milan 3:0 14. Milan - Torino 0:0 15. Atalanta - Milan 0:0 16. Vicenza - Milan 1:0 17. Milan - Catania 6:1 |

#### Sezon 1966/67
| Runda jesienna: 1. Milan - Venezia 2:1 2. Cagliari - Milan 0:0 3. Milan - Mantova 2:2 4. Napoli - Milan 3:2 5. Milan - Lazio 2:2 6. Vicenza - Milan 1:1 7. Milan - Foggia 3:1 8. Brescia - Milan 0:0 9. Milan - Inter 0:1 10. Milan - Fiorentina 0:2 11. Spal - Milan 1:1 12. Milan - Atalanta 0:0 13. Juventus - Milan 1:1 14. Roma - Milan 0:1 15. Milan - Torino 1:1 16. Milan - Bologna 1:1 17. Lecco - Milan 1:1 | Runda wiosenna: 1. Venezia - Milan 1:2 2. Milan - Cagliari 2:1 3. Mantova - Milan 1:0 4. Milan - Napoli 1:0 5. Lazio - Milan 0:0 6. Milan - Vicenza 2:0 7. Foggia - Milan 0:2 8. Milan - Brescia 0:1 9. Inter - Milan 4:0 10. Fiorentina - Milan 1:0 11. Milan - Spal 2:0 12. Atalanta - Milan 0:0 13. Milan - Juventus 3:1 14. Milan - Roma 3:1 15. Torino - Milan 0:0 16. Bologna - Milan 2:0 17. Milan - Lecco 1:1 |

#### Sezon 1967/68
| Runda jesienna: 1. Spal - Milan 1:4 2. Milan - Fiorentina 0:0 3. Napoli - Milan 1:1 4. Milan - Mantova 3:1 5. Inter - Milan 1:1 6. Milan - Juventus 0:0 7. Cagliari - Milan 2:2 8. Milan - Sampdoria 2:0 9. Vicenza - Milan 2:2 10. Milan - Atalanta 0:0 11. Brescia - Milan 1:2 12. Torino - Milan 2:3 13. Milan - Bologna 4:2 14. Milan - Roma 3:0 15. Varese - Milan 2:1 | Runda wiosenna: 1. Milan - Spal 3:2 2. Fiorentina - Milan 0:2 3. Milan - Napoli 2:1 4. Mantova - Milan 0:1 5. Milan - Inter 1:1 6. Juventus - Milan 1:2 7. Milan - Cagliari 0:1 8. Sampdoria - Milan 0:3 9. Milan - Vicenza 2:0 10. Atalanta - Milan 0:3 11. Milan - Brescia 1:0 12. Milan - Torino 2:1 13. Bologna - Milan 1:1 14. Roma - Milan 1:1 15. Milan - Varese 1:0 |

#### Sezon 1968/69
| Runda jesienna: 1. Milan - Sampdoria 1:0 2. Verona - Milan 1:3 3. Milan - Pisa 2:1 4. Fiorentina - Milan 0:0 5. Milan - Inter 1:0 6. Atalanta - Milan 0:0 7. Milan - Vicenza 4:1 8. Bologna - Milan 1:0 9. Milan - Cagliari 0:0 10. Juventus - Milan 0:1 11. Roma - Milan 1:1 12. Milan - Torino 1:0 13. Varese - Milan 0:0 14. Napoli - Milan 0:0 15. Milan - Palermo 1:0 | Runda wiosenna: 1. Sampdoria - Milan 1:1 2. Milan - Verona 3:0 3. Pisa - Milan 0:1 4. Milan - Fiorentina 0:0 5. Inter - Milan 1:1 6. Milan - Atalanta 0:0 7. Vicenza - Milan 1:1 8. Milan - Bologna 4:0 9. Cagliari - Milan 3:1 10. Milan - Juventus 1:0 11. Milan - Roma 1:0 12. Torino - Milan 1:0 13. Milan - Varese 2:0 14. Milan - Napoli 0:0 15. Palermo - Milan 0:0 |

#### Sezon 1969/70
| Runda jesienna: 1. Brescia - Milan 1:4 2. Milan - Bari 1:0 3. Lazio - Milan 1:0 4. Milan - Verona 2:0 5. Palermo - Milan 0:0 6. Milan - Roma 2:3 7. Milan - Bologna 0:0 8. Inter - Milan 0:0 9. Milan - Napoli 1:0 10. Sampdoria - Milan 1:1 11. Milan - Juventus 0:2 12. Torino - Milan 0:1 13. Milan - Fiorentina 4:2 14. Cagliari - Milan 1:1 15. Vicenza - Milan 1:0 | Runda wiosenna: 1. Milan - Brescia 1:1 2. Bari - Milan 0:5 3. Milan - Lazio 3:0 4. Verona - Milan 2:2 5. Milan - Palermo 1:0 6. Roma - Milan 0:1 7. Bologna - Milan 0:1 8. Milan - Inter 0:1 9. Napoli - Milan 1:1 10. Milan - Sampdoria 0:0 11. Juventus - Milan 3:0 12. Milan - Torino 3:0 13. Fiorentina - Milan 4:2 14. Milan - Cagliari 0:0 15. Milan - Vicenza 1:0 |

### Lata 1970 - 1980

#### Sezon 1970/71
| Runda jesienna: 1. Milan - Lazio 1:1 2. Foggia - Milan 1:1 3. Milan - Sampdoria 3:1 4. Juventus - Milan 0:2 5. Milan - Inter 3:0 6. Fiorentina - Milan 2:5 7. Milan - Vicenza 3:1 8. Varese - Milan 1:1 9. Milan - Verona 1:1 10. Napoli - Milan 0:2 11. Torino - Milan 1:1 12. Milan - Catania 4:0 13. Milan - Bologna 2:1 14. Cagliari - Milan 0:4 15. Milan - Roma 2:2 | Runda wiosenna: 1. Lazio - Milan 0:1 2. Milan - Foggia 2:0 3. Sampdoria - Milan 1:1 4. Milan - Juventus 1:1 5. Inter - Milan 2:0 6. Milan - Fiorentina 1:0 7. Vicenza - Milan 1:1 8. Milan - Varese 1:2 9. Verona - Milan 1:3 10. Milan - Napoli 1:1 11. Milan - Torino 1:0 12. Catania - Milan 0:0 13. Bologna - Milan 3:2 14. Milan - Cagliari 3:1 15. Roma - Milan 1:1 |

#### Sezon 1971/72
| Runda jesienna: 1. Varese - Milan 0:1 2. Milan - Fiorentina 2:0 3. Vicenza - Milan 0:2 4. Milan - Juventus 1:4 5. Sampdoria - Milan 0:2 6. Milan - Cagliari 0:0 7. Inter - Milan 2:3 8. Milan - Mantova 0:1 9. Bologna - Milan 0:2 10. Milan - Roma 3:0 11. Milan - Verona 2:0 12. Torino - Milan 0:0 13. Napoli - Milan 0:0 14. Milan - Atalanta 1:0 15. Catanzaro - Milan 0:0 | Runda wiosenna: 1. Milan - Varese 3:1 2. Fiorentina - Milan 2:0 3. Milan - Vicenza 1:1 4. Juventus - Milan 1:1 5. Milan - Sampdoria 0:0 6. Cagliari - Milan 2:1 7. Milan - Inter 1:1 8. Mantova - Milan 0:0 9. Milan - Bologna 1:0 10. Roma - Milan 1:2 11. Verona - Milan 1:1 12. Milan - Torino 1:0 13. Milan - Napoli 3:0 14. Atalanta - Milan 0:1 15. Milan - Catanzaro 1:0 |

#### Sezon 1972/73
| Runda jesienna: 1. Milan - Palermo 4:0 2. Ternana - Milan 0:0 3. Milan - Atalanta 9:3 4. Juventus - Milan 2:2 5. Milan - Vicenza 2:0 6. Fiorentina - Milan 3:1 7. Milan - Inter 3:2 8. Roma - Milan 0:0 9. Milan - Sampdoria 3:1 10. Cagliari - Milan 0:1 11. Milan - Lazio 3:1 12. Napoli - Milan 0:0 13. Milan - Torino 1:0 14. Bologna - Milan 3:2 15. Milan - Verona 2:1 | Runda wiosenna: 1. Palermo - Milan 0:1 2. Milan - Ternana 3:1 3. Atalanta - Milan 1:1 4. Milan - Juventus 2:2 5. Vicenza - Milan 0:3 6. Milan - Fiorentina 2:0 7. Inter - Milan 0:2 8. Milan - Roma 3:1 9. Sampdoria - Milan 1:4 10. Milan - Cagliari 1:1 11. Lazio - Milan 2:1 12. Milan - Napoli 1:0 13. Torino - Milan 2:2 14. Milan - Bologna 3:1 15. Verona - Milan 5:3 |

#### Sezon 1973/74
| Runda jesienna: 1. Sampdoria - Milan 3:2 2. Milan - Cesena 1:0 3. Roma - Milan 1:2 4. Milan - Cagliari 2:2 5. Vicenza - Milan 1:1 6. Milan - Juventus 2:2 7. Inter - Milan 2:1 8. Milan - Fiorentina 1:1 9. Milan - Verona 2:1 10. Napoli - Milan 1:2 11. Lazio - Milan 1:0 12. Milan - Torino 1:0 13. Milan - Genoa 2:0 14. Bologna - Milan 3:2 15. Milan - Foggia 1:0 | Runda wiosenna: 1. Milan - Sampdoria 2:1 2. Cesena - Milan 1:0 3. Milan - Roma 2:0 4. Cagliari - Milan 0:1 5. Milan - Vicenza 1:2 6. Juventus - Milan 2:0 7. Milan - Inter 1:5 8. Fiorentina - Milan 3:2 9. Verona - Milan 2:1 10. Milan - Napoli 0:0 11. Milan - Lazio 0:0 12. Torino - Milan 1:0 13. Genoa - Milan 0:1 14. Milan - Bologna 1:1 15. Foggia - Milan 0:0 |

#### Sezon 1974/75
| Runda jesienna: 1. Lazio - Milan 3:0 2. Milan - Sampdoria 0:0 3. Juventus - Milan 2:1 4. Milan - Fiorentina 1:1 5. Roma - Milan 0:1 6. Milan - Vicenza 1:0 7. Inter - Milan 0:0 8. Milan - Ascoli 2:0 9. Torino - Milan 1:1 10. Milan - Napoli 0:0 11. Cagliari - Milan 0:0 12. Milan - Bologna 3:0 13. Cesena - Milan 1:0 14. Milan - Varese 4:0 15. Milan - Ternana 3:1 | Runda wiosenna: 1. Sampdoria - Milan 2:4 2. Milan - Juventus 0:2 3. Fiorentina - Milan 1:1 4. Milan - Roma 1:1 5. Vicenza - Milan 2:0 6. Milan - Inter 3:0 7. Ascoli - Milan 1:1 8. Milan - Torino 2:0 9. Napoli - Milan 2:0 10. Milan - Cagliari 0:0 11. Bologna - Milan 0:0 12. Milan - Cesena 3:0 13. Varese - Milan 0:1 14. Milan - Lazio 1:1 15. Ternana - Milan 0:0 |

#### Sezon 1975/76
| Runda jesienna: 1. Perugia - Milan 0:0 2. Milan - Sampdoria 1:0 3. Bologna - Milan 1:1 4. Milan - Ascoli 4:0 5. Roma - Milan 0:0 6. Milan - Juventus 0:1 7. Napoli - Milan 1:0 8. Milan - Inter 2:1 9. Milan - Torino 1:2 10. Fiorentina - Milan 0:1 11. Como - Milan 1:4 12. Milan - Verona 1:0 13. Cesena - Milan 2:1 14. Milan - Lazio 3:0 15. Cagliari - Milan 1:3 | Runda wiosenna: 1. Milan - Perugia 0:0 2. Sampdoria - Milan 0:1 3. Milan - Bologna 3:1 4. Ascoli - Milan 0:1 5. Milan - Roma 1:0 6. Juventus - Milan 1:1 7. Milan - Napoli 1:1 8. Inter - Milan 0:1 9. Torino - Milan 2:1 10. Milan - Fiorentina 2:1 11. Milan - Como 2:2 12. Verona - Milan 2:2 13. Milan - Cesena 2:1 14. Lazio - Milan 4:0 15. Milan - Cagliari 2:3 |

#### Sezon 1976/77
| Runda jesienna: 1. Milan - Perugia 2:1 2. Sampdoria - Milan 0:0 3. Milan - Fiorentina 0:0 4. Napoli - Milan 3:1 5. Milan - Juventus 2:3 6. Bologna - Milan 2:2 7. Milan - Inter 1:1 8. Roma - Milan 1:1 9. Milan - Genoa 2:2 10. Foggia - Milan 1:1 11. Lazio - Milan 1:2 12. Milan - Verona 0:0 13. Milan - Torino 0:0 14. Catanzaro - Milan 1:0 15. Milan - Cesena 0:0 | Runda wiosenna: 1. Perugia - Milan 3:1 2. Milan - Sampdoria 3:0 3. Fiorentina - Milan 0:0 4. Milan - Napoli 1:1 5. Juventus - Milan 2:1 6. Milan - Bologna 1:1 7. Inter - Milan 0:0 8. Milan - Roma 1:1 9. Genoa - Milan 1:0 10. Milan - Foggia 0:0 11. Milan - Lazio 2:2 12. Verona - Milan 0:0 13. Torino - Milan 2:0 14. Milan - Catanzaro 3:2 15. Cesena - Milan 0:2 |

#### Sezon 1977/78
| Runda jesienna: 1. Fiorentina - Milan 1:1 2. Milan - Genoa 2:2 3. Juventus - Milan 1:1 4. Milan - Vicenza 3:1 5. Roma - Milan 1:2 6. Milan - Foggia 2:0 7. Inter - Milan 1:3 8. Milan - Bologna 1:0 9. Pescara - Milan 0:2 10. Milan - Perugia 2:2 11. Torino - Milan 1:0 12. Atalanta - Milan 1:1 13. Milan - Verona 1:1 14. Lazio - Milan 2:0 15. Milan - Napoli 0:1 | Runda wiosenna: 1. Milan - Fiorentina 5:1 2. Genoa - Milan 1:1 3. Milan - Juventus 0:0 4. Vicenza - Milan 1:1 5. Milan - Roma 1:0 6. Foggia - Milan 1:2 7. Milan - Inter 0:0 8. Bologna - Milan 0:0 9. Milan - Pescara 2:0 10. Perugia - Milan 0:1 11. Milan - Torino 1:1 12. Milan - Atalanta 0:1 13. Verona - Milan 1:2 14. Milan - Lazio 0:2 15. Napoli - Milan 1:1 |

#### Sezon 1978/79
| Runda jesienna: 1. Milan - Avellino 1:0 2. Roma - Milan 0:3 3. Milan - Ascoli 0:0 4. Atalanta - Milan 1:3 5. Milan - Fiorentina 4:1 6. Juventus - Milan 1:0 7. Milan - Inter 1:0 8. Vicenza - Milan 2:3 9. Napoli - Milan 1:1 10. Milan - Perugia 1:1 11. Milan - Torino 1:0 12. Verona - Milan 1:3 13. Milan - Catanzaro 4:0 14. Bologna - Milan 0:1 15. Milan - Lazio 2:0 | Runda wiosenna: 1. Avellino - Milan 1:0 2. Milan - Roma 1:0 3. Ascoli - Milan 0:1 4. Milan - Atalanta 1:1 5. Fiorentina - Milan 2:3 6. Milan - Juventus 0:0 7. Inter - Milan 2:2 8. Milan - Vicenza 0:0 9. Milan - Napoli 0:1 10. Perugia - Milan 1:1 11. Torino - Milan 0:3 12. Milan - Verona 2:1 13. Catanzaro - Milan 1:3 14. Milan - Bologna 0:0 15. Lazio - Milan 1:1 |

#### Sezon 1979/80
| Runda jesienna: 1. Roma - Milan 0:0 2. Milan - Avellino 1:0 3. Cagliari - Milan 0:0 4. Milan - Juventus 2:1 5. Perugia - Milan 1:1 6. Milan - Ascoli 3:0 7. Inter - Milan 2:0 8. Milan - Fiorentina 2:0 9. Torino - Milan 0:1 10. Milan - Napoli 1:2 11. Milan - Udinese 0:0 12. Bologna - Milan 0:1 13. Milan - Catanzaro 0:0 14. Pescara - Milan 2:1 15. Milan - Lazio 2:1 | Runda wiosenna: 1. Milan - Roma 0:0 2. Avellino - Milan 1:0 3. Milan - Cagliari 2:0 4. Juventus - Milan 2:1 5. Milan - Perugia 1:0 6. Ascoli - Milan 0:0 7. Milan - Inter 0:1 8. Fiorentina - Milan 1:1 9. Milan - Torino 0:2 10. Napoli - Milan 0:1 11. Udinese - Milan 2:1 12. Milan - Bologna 4:0 13. Catanzaro - Milan 0:3 14. Milan - Pescara 3:1 15. Lazio - Milan 0:2 |

### Lata 1980 - 1990

#### Sezon 1980/81
- Milan grał w Serie B.

| Runda jesienna: 1. Milan - Bari 1:0 2. Varese - Milan 0:0 3. Milan - Genoa 2:0 4. Catania - Milan 2:2 5. Milan - Verona 2:1 6. Milan - Lecce 2:0 7. Sampdoria - Milan 0:0 8. Milan - Palermo 0:0 9. Atalanta - Milan 1:3 10. Milan - Spal 2:1 11. Milan - Foggia 1:1 12. Vicenza - Milan 1:1 13. Taranto - Milan 3:0 14. Milan - Cesena 1:1 15. Pisa - Milan 0:1 16. Lazio - Milan 0:2 17. Milan - Rimini 3:1 18. Monza - Milan 1:2 19. Milan - Pescara 0:0 | Runda wiosenna: 1. Bari - Milan 1:1 2. Milan - Varese 1:0 3. Genoa - Milan 0:0 4. Milan - Catania 4:1 5. Verona - Milan 1:1 6. Lecce - Milan 2:3 7. Milan - Sampdoria 0:1 8. Palermo - Milan 3:1 9. Milan - Atalanta 1:0 10. Spal - Milan 1:2 11. Foggia - Milan 1:0 12. Milan - Vicenza 2:0 13. Milan - Taranto 4:0 14. Cesena - Milan 0:0 15. Milan - Pisa 0:1 16. Milan - Lazio 1:1 17. Rimini - Milan 2:2 18. Milan - Monza 1:0 19. Pescara - Milan 1:0 |

#### Sezon 1981/82
| Runda jesienna: 1. Udinese - Milan 0:0 2. Milan - Fiorentina 0:0 3. Napoli - Milan 0:1 4. Milan - Juventus 0:1 5. Bologna - Milan 0:0 6. Milan - Inter 0:1 7. Catanzaro - Milan 3:0 8. Milan - Como 1:1 9. Ascoli - Milan 1:0 10. Roma - Milan 1:1 11. Milan - Genoa 0:0 12. Avellino - Milan 2:0 13. Milan - Cagliari 1:0 14. Torino - Milan 2:1 15. Milan - Cesena 1:0 | Runda wiosenna: 1. Milan - Udinese 0:1 2. Fiorentina - Milan 1:0 3. Milan - Napoli 1:1 4. Juventus - Milan 3:2 5. Milan - Bologna 2:1 6. Inter - Milan 2:1 7. Milan - Catanzaro 0:1 8. Como - Milan 2:0 9. Milan - Ascoli 0:0 10. Milan - Roma 1:2 11. Genoa - Milan 1:2 12. Milan - Avellino 2:1 13. Cagliari - Milan 1:1 14. Milan - Torino 0:0 15. Cesena - Milan 2:3 |

#### Sezon 1982/83
- Milan grał w Serie B

| Runda jesienna: 1. Milan - Sambenedettese 2:2 2. Catania - Milan 1:1 3. Milan - Arezzo 2:1 4. Campobasso - Milan 0:2 5. Milan - Bari 3:1 6. Monza - Milan 1:4 7. Milan - Bologna 5:0 8. Varese - Milan 0:0 9. Milan - Cavese 1:2 10. Milan - Foggia 2:0 11. Cremonese - Milan 3:3 12. Milan - Perugia 2:1 13. Como - Milan 1:0 14. Milan - Palermo 2:0 15. Lazio - Milan 2:2 16. Milan - Reggiana 3:0 17. Lecce - Milan 1:1 18. Atalanta - Milan 2:2 19. Milan - Pistoiese 2:1 | Runda wiosenna: 1. Sambenedettese - Milan 1:1 2. Milan - Catania 0:0 3. Arezzo - Milan 2:2 4. Milan - Campobasso 0:0 5. Bari - Milan 1:4 6. Milan - Monza 4:0 7. Bologna - Milan 1:3 8. Milan - Varese 3:0 9. Cavese - Milan 2:2 10. Foggia - Milan 1:1 11. Milan - Cremonese 1:1 12. Perugia - Milan 3:2 13. Milan - Como 2:0 14. Palermo - Milan 0:0 15. Milan - Lazio 5:1 16. Reggiana - Milan 2:3 17. Milan - Lecce 4:2 18. Milan - Atalanta 1:0 19. Pistoiese - Milan 0:0 |

#### Sezon 1983/84
| Runda jesienna: 1. Avellino - Milan 4:0 2. Milan - Verona 4:2 3. Roma - Milan 3:1 4. Milan - Catania 2:1 5. Juventus - Milan 2:1 6. Milan - Sampdoria 2:1 7. Milan - Lazio 4:1 8. Inter - Milan 2:0 9. Milan - Fiorentina 2:2 10. Napoli - Milan 0:0 11. Milan - Genoa 1:0 12. Ascoli - Milan 2:4 13. Milan - Torino 0:1 14. Pisa - Milan 0:0 15. Milan - Udinese 3:3 | Runda wiosenna: 1. Milan - Avellino 1:0 2. Verona - Milan 1:1 3. Milan - Roma 1:1 4. Catania - Milan 1:1 5. Milan - Juventus 0:3 6. Sampdoria - Milan 1:1 7. Lazio - Milan 0:0 8. Milan - Inter 0:0 9. Fiorentina - Milan 2:2 10. Milan - Napoli 0:2 11. Genoa - Milan 2:0 12. Milan - Ascoli 0:0 13. Torino - Milan 1:2 14. Milan - Pisa 2:1 15. Udinese - Milan 1:2 |

#### Sezon 1984/85
| Runda jesienna: 1. Milan - Udinese 2:2 2. Fiorentina - Milan 0:0 3. Milan - Cremonese 2:1 4. Juventus - Milan 1:1 5. Milan - Roma 2:1 6. Napoli - Milan 0:0 7. Milan - Inter 2:1 8. Torino - Milan 2:0 9. Avellino - Milan 0:0 10. Milan - Sampdoria 0:1 11. Verona - Milan 0:0 12. Milan - Atalanta 2:2 13. Ascoli - Milan 0:1 14. Lazio - Milan 0:1 15. Milan - Como 0:2 | Runda wiosenna: 1. Udinese - Milan 1:1 2. Milan - Fiorentina 1:1 3. Cremonese - Milan 0:1 4. Milan - Juventus 3:2 5. Roma - Milan 0:1 6. Milan - Napoli 2:1 7. Inter - Milan 2:2 8. Milan - Torino 0:1 9. Milan - Avellino 2:0 10. Sampdoria - Milan 2:1 11. Milan - Verona 0:0 12. Atalanta - Milan 1:0 13. Milan - Ascoli 2:1 14. Milan - Lazio 2:0 15. Como - Milan 0:0 |

#### Sezon 1985/86
| Runda jesienna: 1. Bari - Milan 0:1 2. Milan - Lecce 1:0 3. Fiorentina - Milan 2:0 4. Milan - Avellino 3:0 5. Sampdoria - Milan 1:1 6. Milan - Como 1:0 7. Milan - Torino 1:0 8. Verona - Milan 1:0 9. Milan - Pisa 1:0 10. Udinese - Milan 0:0 11. Roma - Milan 2:1 12. Milan - Inter 2:2 13. Napoli - Milan 2:0 14. Milan - Juventus 0:0 15. Atalanta - Milan 1:1 | Runda wiosenna: 1. Milan - Bari 0:0 2. Lecce - Milan 0:2 3. Milan - Fiorentina 1:0 4. Avellino - Milan 1:1 5. Milan - Sampdoria 2:2 6. Como - Milan 1:1 7. Torino - Milan 2:0 8. Milan - Verona 1:1 9. Pisa - Milan 0:1 10. Milan - Udinese 2:0 11. Milan - Roma 0:1 12. Inter - Milan 1:0 13. Milan - Napoli 1:2 14. Juventus - Milan 1:0 15. Milan - Atalanta 1:1 |

#### Sezon 1986/87
| Runda jesienna: 1. Milan - Ascoli 0:1 2. Verona - Milan 1:0 3. Milan - Atalanta 2:1 4. Juventus - Milan 0:0 5. Milan - Inter 0:0 6. Empoli - Milan 0:3 7. Milan - Brescia 2:0 8. Milan - Fiorentina 3:0 9. Sampdoria - Milan 3:0 10. Milan - Avellino 2:0 11. Torino - Milan 0:0 12. Milan - Napoli 0:0 13. Roma - Milan 1:2 14. Como - Milan 0:1 15. Milan - Udinese 0:0 | Runda wiosenna: 1. Ascoli - Milan 1:0 2. Milan - Verona 1:0 3. Atalanta - Milan 1:2 4. Milan - Juventus 1:1 5. Inter - Milan 1:2 6. Milan - Empoli 1:0 7. Brescia - Milan 1:0 8. Fiorentina - Milan 2:2 9. Milan - Sampdoria 0:2 10. Avellino - Milan 2:1 11. Milan - Torino 1:0 12. Napoli - Milan 2:1 13. Milan - Roma 4:1 14. Milan - Como 0:0 15. Udinese - Milan 0:0 |

- Baraż o udział w Pucharze UEFA

1. Milan - Sampdoria 1:0

#### Sezon 1987/88
| Runda jesienna: 1. Pisa - Milan 1:3 2. Milan - Fiorentina 2:0 3. Cesena - Milan 0:0 4. Milan - Ascoli 2:0 5. Sampdoria - Milan 1:1 6. Verona - Milan 0:1 7. Milan - Torino 0:0 8. Pescara - Milan 0:2 9. Milan - Avellino 3:0 10. Empoli - Milan 0:0 11. Milan - Roma 0:2 12. Inter - Milan 0:1 13. Milan - Napoli 4:1 14. Juventus - Milan 0:1 15. Milan - Como 5:0 | Runda wiosenna: 1. Milan - Pisa 1:0 2. Fiorentina - Milan 1:1 3. Milan - Cesena 3:0 4. Ascoli - Milan 1:1 5. Milan - Sampdoria 2:1 6. Milan - Verona 0:0 7. Torino - Milan 1:1 8. Milan - Pescara 2:0 9. Avellino - Milan 0:0 10. Milan - Empoli 1:0 11. Roma - Milan 0:2 12. Milan - Inter 2:0 13. Napoli - Milan 2:3 14. Milan - Juventus 0:0 15. Como - Milan 1:1 |

#### Sezon 1988/89
| Runda jesienna: 1. Milan - Fiorentina 4:0 2. Pescara - Milan 1:3 3. Milan - Lazio 0:0 4. Juventus - Milan 0:0 5. Verona - Milan 1:2 6. Milan - Atalanta 1:2 7. Napoli - Milan 4:1 8. Milan - Lecce 2:0 9. Milan - Inter 0:1 10. Torino - Milan 2:2 11. Milan - Sampdoria 0:0 12. Cesena - Milan 1:0 13. Milan - Como 4:0 14. Roma - Milan 1:3 15. Milan - Pisa 0:0 16. Ascoli - Milan 0:2 17. Milan - Bologna 1:1 | Runda wiosenna: 1. Fiorentina - Milan 0:2 2. Milan - Pescara 6:1 3. Lazio - Milan 1:1 4. Milan - Juventus 4:0 5. Milan - Verona 1:1 6. Atalanta - Milan 1:2 7. Milan - Napoli 0:0 8. Lecce - Milan 1:1 9. Inter - Milan 0:0 10. Milan - Torino 2:1 11. Sampdoria - Milan 1:1 12. Milan - Cesena 0:0 13. Como - Milan 1:1 14. Milan - Roma 4:1 15. Pisa - Milan 0:2 16. Milan - Ascoli 5:1 17. Bologna - Milan 1:4 |

#### Sezon 1989/90
| Runda jesienna: 1. Cesena - Milan 0:3 2. Milan - Lazio 0:1 3. Atalanta - Milan 0:1 4. Milan - Udinese 3:1 5. Genoa - Milan 1:1 6. Milan - Fiorentina 1:1 7. Napoli - Milan 3:0 8. Cremonese - Milan 1:0 9. Milan - Roma 1:0 10. Ascoli - Milan 1:0 11. Milan - Juventus 3:2 12. Inter - Milan 0:3 13. Milan - Lecce 2:0 14. Milan - Bologna 1:0 15. Sampdoria - Milan 1:1 16. Milan - Verona 0:0 17. Bari - Milan 0:1 | Runda wiosenna: 1. Milan - Cesena 3:0 2. Lazio - Milan 1:3 3. Milan - Atalanta 3:1 4. Udinese - Milan 0:2 5. Milan - Genoa 1:0 6. Fiorentina - Milan 2:3 7. Milan - Napoli 3:0 8. Milan - Cremonese 2:1 9. Roma - Milan 0:4 10. Milan - Ascoli 2:1 11. Juventus - Milan 3:0 12. Milan - Inter 1:3 13. Lecce - Milan 1:2 14. Bologna - Milan 0:0 15. Milan - Sampdoria 1:0 16. Verona - Milan 2:1 17. Milan - Bari 4:0 |

### Lata 1990 - 2000

#### Sezon 1990/91
| Runda jesienna: 1. Milan - Genoa 1:0 2. Cesena - Milan 0:1 3. Milan - Fiorentina 2:1 4. Lazio - Milan 1:1 5. Milan - Cagliari 2:0 6. Napoli - Milan 1:1 7. Milan - Sampdoria 0:1 8. Atalanta - Milan 0:2 9. Milan - Inter 0:1 10. Torino - Milan 1:1 11. Milan - Lecce 1:0 12. Roma - Milan 0:0 13. Milan - Juventus 2:0 14. Bologna - Milan 1:1 15. Milan - Bari 2:0 16. Parma - Milan 2:0 17. Milan - Pisa 1:0 | Runda wiosenna: 1. Genoa - Milan 1:1 2. Milan - Cesena 2:0 3. Fiorentina - Milan 0:0 4. Milan - Lazio 3:1 5. Cagliari - Milan 1:1 6. Milan - Napoli 4:1 7. Sampdoria - Milan 2:0 8. Milan - Atalanta 0:1 9. Inter - Milan 0:1 10. Milan - Torino 1:0 11. Lecce - Milan 0:3 12. Pisa - Milan 0:1 13. Milan - Roma 1:1 14. Juventus - Milan 0:3 15. Milan - Bologna 6:0 16. Bari - Milan 2:1 17. Milan - Parma 0:0 |

#### Sezon 1991/92
| Runda jesienna: 1. Ascoli - Milan 0:1 2. Milan - Cagliari 1:0 3. Juventus - Milan 1:1 4. Milan - Fiorentina 1:1 5. Atalanta - Milan 0:2 6. Milan - Parma 2:0 7. Bari - Milan 0:1 8. Milan - Roma 4:1 9. Sampdoria - Milan 0:2 10. Milan - Genoa 1:1 11. Milan - Cremonese 3:1 12. Inter - Milan 1:1 13. Milan - Torino 2:0 14. Lazio - Milan 1:1 15. Milan - Napoli 5:0 16. Verona - Milan 0:1 17. Milan - Foggia 3:1 | Runda wiosenna: 1. Milan - Ascoli 4:1 2. Cagliari - Milan 1:4 3. Milan - Juventus 1:1 4. Fiorentina - Milan 0:0 5. Genoa - Milan 0:0 6. Milan - Atalanta 3:1 7. Parma - Milan 1:3 8. Milan - Bari 2:0 9. Roma - Milan 1:1 10. Milan - Sampdoria 5:1 11. Cremonese - Milan 1:1 12. Milan - Inter 1:0 13. Torino - Milan 2:2 14. Milan - Lazio 2:0 15. Napoli - Milan 1:1 16. Milan - Verona 4:0 17. Foggia - Milan 2:8 |

#### Sezon 1992/93
| Runda jesienna: 1. Milan - Foggia 1:0 2. Pescara - Milan 4:5 3. Milan - Atalanta 2:0 4. Fiorentina - Milan 3:7 5. Milan - Lazio 5:3 6. Parma - Milan 0:2 7. Milan - Torino 0:0 8. Napoli - Milan 1:5 9. Milan - Inter 1:1 10. Juventus - Milan 0:1 11. Milan - Udinese 1:1 12. Milan - Ancona 2:0 13. Sampdoria - Milan 1:2 14. Roma - Milan 0:1 15. Milan - Cagliari 1:0 16. Brescia - Milan 0:1 17. Milan - Genoa 1:0 | Runda wiosenna: 1. Milan - Pescara 4:0 2. Atalanta - Milan 1:1 3. Milan - Sampdoria 4:0 4. Milan - Fiorentina 2:0 5. Lazio - Milan 2:2 6. Milan - Parma 0:1 7. Torino - Milan 1:1 8. Foggia - Milan 2:2 9. Milan - Napoli 2:2 10. Inter - Milan 1:1 11. Milan - Juventus 1:3 12. Udinese - Milan 0:0 13. Ancona - Milan 1:3 14. Milan - Roma 0:0 15. Cagliari - Milan 1:1 16. Milan - Brescia 1:1 17. Genoa - Milan 2:2 |

#### Sezon 1993/94
| Runda jesienna: 1. Lecce - Milan 0:1 2. Milan - Genoa 1:0 3. Piacenza - Milan 0:0 4. Milan - Atalanta 2:0 5. Milan - Roma 2:0 6. Cremonese - Milan 0:2 7. Milan - Lazio 0:0 8. Foggia - Milan 1:1 9. Milan - Juventus 1:1 10. Sampdoria - Milan 3:2 11. Inter - Milan 1:2 12. Milan - Napoli 2:1 13. Parma - Milan 0:0 14. Milan - Torino 1:0 15. Udinese - Milan 0:0 16. Milan - Cagliari 2:1 17. Reggiana - Milan 0:1 | Runda wiosenna: 1. Milan - Lecce 0:0 2. Genoa - Milan 0:0 3. Milan - Piacenza 2:0 4. Atalanta - Milan 0:1 5. Roma - Milan 0:2 6. Milan - Cremonese 1:0 7. Lazio - Milan 0:1 8. Milan - Foggia 2:1 9. Juventus - Milan 0:1 10. Milan - Sampdoria 1:0 11. Milan - Inter 2:1 12. Napoli - Milan 1:0 13. Milan - Parma 1:1 14. Torino - Milan 0:0 15. Milan - Udinese 2:2 16. Cagliari - Milan 0:0 17. Milan - Reggiana 0:1 |

#### Sezon 1994/95
| Runda jesienna: 1. Milan - Genoa 1:0 2. Cagliari - Milan 1:1 3. Milan - Lazio 2:1 4. Cremonese - Milan 1:0 5. Milan - Brescia 1:0 6. Padova - Milan 2:0 7. Milan - Sampdoria 0:0 8. Juventus - Milan 1:0 9. Milan - Parma 1:1 10. Milan - Inter 1:1 11. Foggia - Milan 1:3 12. Roma - Milan 0:0 13. Torino - Milan 0:0 14. Milan - Napoli 1:1 15. Milan - Reggiana 2:1 16. Bari - Milan 3:5 17. Milan - Fiorentina 2:0 | Runda wiosenna: 1. Milan - Cagliari 1:1 2. Genoa - Milan 1:1 3. Lazio - Milan 4:0 4. Milan - Cremonese 3:1 5. Brescia - Milan 0:5 6. Milan - Padova 1:0 7. Sampdoria - Milan 0:3 8. Milan - Juventus 0:2 9. Parma - Milan 2:3 10. Inter - Milan 3:1 11. Milan - Torino 5:1 12. Reggiana - Milan 0:4 13. Milan - Foggia 3:0 14. Milan - Roma 1:0 15. Napoli - Milan 1:0 16. Milan - Bari 0:1 17. Fiorentina - Milan 1:2 |

#### Sezon 1995/96
| Runda jesienna: 1. Padova - Milan 1:2 2. Milan - Udinese 2:1 3. Roma - Milan 1:2 4. Milan - Atalanta 3:0 5. Bari - Milan 1:0 6. Milan - Juventus 2:1 7. Vicenza - Milan 1:1 8. Inter - Milan 1:1 9. Milan - Cagliari 3:2 10. Parma - Milan 0:0 11. Milan - Piacenza 3:0 12. Lazio - Milan 0:1 13. Milan - Napoli 0:0 14. Milan - Torino 1:1 15. Fiorentina - Milan 2:2 16. Milan - Sampdoria 3:0 17. Cremonese - Milan 0:0 | Runda wiosenna: 1. Milan - Padova 1:0 2. Udinese - Milan 0:2 3. Milan - Roma 3:1 4. Atalanta - Milan 0:1 5. Milan - Bari 3:2 6. Juventus - Milan 1:1 7. Milan - Vicenza 4:0 8. Milan - Inter 0:1 9. Milan - Parma 3:0 10. Piacenza - Milan 0:2 11. Milan - Lazio 0:0 12. Cagliari - Milan 1:2 13. Napoli - Milan 0:1 14. Torino - Milan 1:1 15. Milan - Fiorentina 3:1 16. Sampdoria - Milan 3:0 17. Milan - Cremonese 7:1 |

#### Sezon 1996/97
| Runda jesienna: 1. Milan - Verona 4:1 2. Sampdoria - Milan 2:1 3. Bologna - Milan 1:2 4. Milan - Perugia 3:0 5. Roma - Milan 3:0 6. Milan - Napoli 3:1 7. Fiorentina - Milan 1:0 8. Milan - Atalanta 1:1 9. Juventus - Milan 0:0 10. Milan - Inter 1:1 11. Piacenza - Milan 3:2 12. Milan - Udinese 2:1 13. Reggiana - Milan 0:3 14. Milan - Parma 0:1 15. Lazio - Milan 3:0 16. Milan - Vicenza 1:0 17. Cagliari - Milan 1:1 | Runda wiosenna: 1. Verona - Milan 3:1 2. Milan - Sampdoria 2:3 3. Milan - Bologna 2:0 4. Perugia - Milan 1:0 5. Milan - Roma 1:1 6. Napoli - Milan 0:0 7. Milan - Fiorentina 2:0 8. Atalanta - Milan 0:2 9. Milan - Juventus 1:6 10. Inter - Milan 3:1 11. Milan - Piacenza 0:0 12. Udinese - Milan 1:1 13. Milan - Reggiana 3:1 14. Parma - Milan 1:1 15. Milan - Lazio 2:2 16. Vicenza - Milan 2:0 17. Milan - Cagliari 0:1 |

#### Sezon 1997/98
| Runda jesienna: 1. Piacenza - Milan 1:1 2. Milan - Lazio 1:1 3. Udinese - Milan 2:1 4. Milan - Vicenza 0:1 5. Empoli - Milan 0:1 6. Milan - Lecce 1:2 7. Sampdoria - Milan 0:3 8. Milan - Brescia 2:1 9. Inter - Milan 2:2 10. Milan - Juventus 1:1 11. Milan - Bari 2:0 12. Atalanta - Milan 1:2 13. Milan - Bologna 0:0 14. Napoli - Milan 1:2 15. Milan - Roma 0:0 16. Parma - Milan 3:1 17. Milan - Fiorentina 0:2 | Runda wiosenna: 1. Milan - Piacenza 1:0 2. Lazio - Milan 2:1 3. Milan - Udinese 0:0 4. Vicenza - Milan 1:4 5. Milan - Empoli 3:1 6. Lecce - Milan 0:0 7. Milan - Sampdoria 1:0 8. Brescia - Milan 2:2 9. Milan - Inter 0:3 10. Juventus - Milan 4:1 11. Bari - Milan 1:0 12. Milan - Atalanta 3:0 13. Bologna - Milan 3:0 14. Milan - Napoli 0:0 15. Roma - Milan 5:0 16. Milan - Parma 1:1 17. Fiorentina - Milan 2:0 |

#### Sezon 1998/99
| Runda jesienna: 1. Milan - Bologna 3:0 2. Salernitana - Milan 1:2 3. Milan - Fiorentina 1:3 4. Venezia - Milan 0:2 5. Cagliari - Milan 1:0 6. Milan - Roma 3:2 7. Piacenza - Milan 1:1 8. Milan - Inter 2:2 9. Bari - Milan 0:0 10. Milan - Lazio 1:0 11. Parma - Milan 4:0 12. Milan - Udinese 3:0 13. Milan - Vicenza 1:0 14. Sampdoria - Milan 2:2 15. Milan - Juventus 1:1 16. Empoli - Milan 1:1 17. Milan - Perugia 2:1 | Runda wiosenna: 1. Bologna - Milan 2:3 2. Milan - Salernitana 3:2 3. Fiorentina - Milan 0:0 4. Milan - Venezia 2:1 5. Milan - Cagliari 1:0 6. Roma - Milan 1:0 7. Milan - Piacenza 1:0 8. Inter - Milan 2:2 9. Milan - Bari 2:2 10. Lazio - Milan 0:0 11. Milan - Parma 2:1 12. Udinese - Milan 1:5 13. Vicenza - Milan 0:2 14. Milan - Sampdoria 3:2 15. Juventus - Milan 0:2 16. Milan - Empoli 4:0 17. Perugia - Milan 1:2 |

#### Sezon 1999/2000
| Runda jesienna: 1. Lecce - Milan 2:2 2. Milan - Perugia 3:1 3. Bari - Milan 1:1 4. Milan - Bologna 4:0 5. Lazio - Milan 4:4 6. Milan - Cagliari 2:2 7. Inter - Milan 1:2 8. Verona - Milan 0:0 9. Milan - Venezia 3:0 10. Juventus - Milan 3:1 11. Milan - Parma 2:1 12. Fiorentina - Milan 2:1 13. Milan - Torino 2:0 14. Milan - Reggina 2:2 15. Piacenza - Milan 0:1 16. Milan - Roma 2:2 17. Udinese - Milan 1:2 | Runda wiosenna: 1. Milan - Lecce 2:2 2. Perugia - Milan 0:3 3. Milan - Bari 4:1 4. Bologna - Milan 2:3 5. Milan - Lazio 2:1 6. Cagliari - Milan 0:0 7. Milan - Inter 1:2 8. Milan - Verona 3:3 9. Venezia - Milan 1:0 10. Milan - Juventus 2:0 11. Parma - Milan 1:0 12. Milan - Fiorentina 1:1 13. Torino - Milan 2:2 14. Reggina - Milan 1:2 15. Milan - Piacenza 1:0 16. Roma - Milan 1:1 17. Milan - Udinese 4:0 |

### Po roku 2000

#### Sezon 2000/2001
| Runda jesienna: 1. Milan - Vicenza 2:0 2. Bologna - Milan 2:1 3. Milan - Juventus 2:2 4. Parma - Milan 2:0 5. Milan - Atalanta 3:3 6. Bari - Milan 1:3 7. Lazio - Milan 1:1 8. Milan - Napoli 1:0 9. Udinese - Milan 0:1 10. Milan - Lecce 4:1 11. Verona - Milan 1:1 12. Milan - Perugia 1:2 13. Milan - Inter 2:2 14. Fiorentina - Milan 4:0 15. Milan - Roma 3:2 16. Brescia - Milan 1:1 17. Milan - Reggina 1:0 | Runda wiosenna: 1. Vicenza - Milan 2:0 2. Milan - Bologna 3:3 3. Juventus - Milan 3:0 4. Milan - Parma 2:2 5. Atalanta - Milan 1:1 6. Milan - Bari 4:0 7. Milan - Lazio 1:0 8. Napoli - Milan 0:0 9. Milan - Udinese 3:0 10. Lecce - Milan 3:3 11. Milan - Verona 1:0 12. Perugia - Milan 2:1 13. Inter - Milan 0:6 14. Milan - Fiorentina 1:2 15. Roma - Milan 1:1 16. Milan - Brescia 1:1 17. Reggina - Milan 2:1 |

#### Sezon 2001/2002
| Runda jesienna: 1. Brescia - Milan 2:2 2. Milan - Fiorentina 5:2 3. Udinese - Milan 1:2 4. Milan - Lazio 2:0 5. Perugia - Milan 3:1 6. Milan - Venezia 1:1 7. Inter - Milan 2:4 8. Milan - Bologna 0:0 9. Torino - Milan 1:0 10. Milan - Piacenza 0:0 11. Parma - Milan 0:1 12. Milan - Chievo 3:2 13. Milan - Juventus 1:1 14. Roma - Milan 1:0 15. Atalanta - Milan 1:1 16. Milan - Verona 2:1 17. Lecce - Milan 0:1 | Runda wiosenna: 1. Milan - Brescia 0:0 2. Fiorentina - Milan 1:1 3. Milan - Udinese 2:3 4. Lazio - Milan 1:1 5. Milan - Perugia 1:1 6. Milan - Atalanta 0:0 7. Venezia - Milan 1:4 8. Milan - Inter 0:1 9. Bologna - Milan 2:0 10. Milan - Torino 2:1 11. Piacenza - Milan 0:1 12. Milan - Parma 3:1 13. Chievo - Milan 1:1 14. Juventus - Milan 1:0 15. Milan - Roma 0:0 16. Verona - Milan 1:2 17. Milan - Lecce 3:0 |

#### Sezon 2002/2003
| Runda jesienna: 1. Modena - Milan 0:3 2. Milan - Perugia 3:0 3. Lazio - Milan 1:1 4. Milan - Torino 6:0 5. Atalanta - Milan 1:4 6. Chievo - Milan 3:2 7. Milan - Reggina 2:0 8. Milan - Udinese 1:0 9. Juventus - Milan 2:1 10. Milan - Parma 2:1 11. Milan - Inter 1:0 12. Empoli - Milan 1:1 13. Milan - Roma 1:0 14. Como - Milan 1:2 15. Milan - Brescia 0:0 16. Bologna - Milan 0:2 17. Milan - Piacenza 2:1 | Runda wiosenna: 1. Udinese - Milan 1:0 2. Milan - Modena 2:1 3. Perugia - Milan 1:0 4. Milan - Lazio 2:2 5. Torino - Milan 0:3 6. Milan - Atalanta 3:3 7. Milan - Chievo 0:0 8. Reggina - Milan 0:0 9. Milan - Juventus 2:1 10. Parma - Milan 1:0 11. Inter - Milan 0:1 12. Milan - Empoli 0:1 13. Roma - Milan 2:1 14. Milan - Como 2:0 15. Brescia - Milan 1:0 16. Milan - Bologna 3:1 17. Piacenza - Milan 4:2 |

#### Sezon 2003/2004
| Runda jesienna: 1. Milan - Bologna 2:1 2. Ancona - Milan 0:2 3. Perugia - Milan 1:1 4. Milan - Lecce 3:0 5. Inter - Milan 1:3 6. Milan - Lazio 1:0 7. Sampdoria - Milan 0:3 8. Milan - Juventus 1:1 9. Parma - Milan 0:0 10. Chievo - Milan 0:2 11. Milan - Modena 2:0 12. Empoli - Milan 0:1 13. Milan - Udinese 1:2 14. Roma - Milan 1:2 15. Milan - Reggina 3:1 16. Brescia - Milan 0:1 17. Milan - Ancona 5:0 | Runda wiosenna: 1. Milan - Siena 2:1 2. Bologna - Milan 0:2 3. Milan - Perugia 2:1 4. Lecce - Milan 1:1 5. Milan - Inter 3:2 6. Lazio - Milan 0:1 7. Milan - Sampdoria 3:1 8. Juventus - Milan 1:3 9. Milan - Parma 3:1 10. Milan - Chievo 2:2 11. Modena - Milan 1:1 12. Milan - Empoli 1:0 13. Siena - Milan 1:2 14. Udinese - Milan 0:0 15. Milan - Roma 1:0 16. Reggina - Milan 2:1 17. Milan - Brescia 4:2 |

#### Sezon 2004/2005
| Runda jesienna: 1. Milan - Livorno 2:2 2. Bologna - Milan 0:2 3. Milan - Messina 1:2 4. Lazio - Milan 1:2 5. Milan - Reggina 3:1 6. Cagliari - Milan 0:1 7. Milan - Inter 0:0 8. Milan - Atalanta 3:0 9. Sampdoria - Milan 0:1 10. Milan - Roma 1:1 11. Brescia - Milan 0:0 12. Milan - Siena 2:1 13. Chievo - Milan 0:1 14. Parma - Milan 1:2 15. Milan - Fiorentina 6:0 16. Juventus - Milan 0:0 17. Milan - Lecce 5:2 18. Palermo - Milan 0:0 19. Milan - Udinese 3:1 | Runda wiosenna: 1. Livorno - Milan 1:0 2. Milan - Bologna 0:1 3. Messina - Milan 1:4 4. Milan - Lazio 2:1 5. Reggina - Milan 0:1 6. Milan - Cagliari 1:0 7. Inter - Milan 0:1 8. Atalanta - Milan 1:2 9. Milan - Sampdoria 1:0 10. Udinese - Milan 4:1 11. Roma - Milan 0:2 12. Milan - Brescia 1:1 13. Siena - Milan 2:1 14. Milan - Chievo 1:0 15. Milan - Parma 3:0 16. Fiorentina - Milan 1:2 17. Milan - Juventus 0:1 18. Lecce - Milan 2:2 19. Milan - Palermo 3:3 |

#### Sezon 2005/2006
| Runda jesienna: 1. Ascoli - Milan 1:1 2. Milan - Siena 3:1 3. Sampdoria - Milan 2:1 4. Milan - Lazio 2:0 5. Treviso - Milan 0:2 6. Milan - Reggina 2:1 7. Cagliari - Milan 0:2 8. Milan - Palermo 2:1 9. Empoli - Milan 1:3 10. Milan - Juventus 3:1 11. Milan - Udinese 5:1 12. Fiorentina - Milan 3:1 13. Milan - Lecce 2:1 14. Chievo - Milan 2:1 15. Inter - Milan 3:2 16. Milan - Messina 4:0 17. Livorno - Milan 0:3 18. Milan - Parma 4:3 19. Roma - Milan 1:0 | Runda wiosenna: 1. Milan - Ascoli 1:0 2. Siena - Milan 0:3 3. Milan - Sampdoria 1:1 4. Lazio - Milan 0:0 5. Milan - Treviso 5:0 6. Reggina - Milan 1:4 7. Milan - Cagliari 1:0 8. Palermo - Milan 0:2 9. Milan - Empoli 3:0 10. Juventus - Milan 0:0 11. Udinese - Milan 0:4 12. Milan - Fiorentina 3:1 13. Lecce - Milan 1:0 14. Milan - Chievo 4:1 15. Milan - Inter 1:0 16. Messina - Milan 1:3 17. Milan - Livorno 2:0 18. Parma - Milan 2:3 19. Milan - Roma 2:1 |

#### Sezon 2006/2007
| Runda jesienna: 1. Milan - Lazio 2:1 2. Parma - Milan 0:2 3. Milan - Ascoli 1:0 4. Livorno - Milan 0:0 5. Milan - Siena 0:0 6. Sampdoria - Milan 1:1 7. Milan - Palermo 0:2 8. Chievo - Milan 0:1 9. Milan - Inter 3:4 10. Atalanta - Milan 2:0 11. Milan - Roma 1:2 12. Empoli - Milan 0:0 13. Milan - Messina 1:0 14. Cagliari - Milan 2:2 15. Milan - Torino 0:0 16. Fiorentina - Milan 2:2 17. Milan - Catania 3:0 18. Udinese - Milan 0:3 19. Milan - Reggina 3:1 | Runda wiosenna: 1. Lazio - Milan 0:0 2. Milan - Parma 1:0 3. Milan - Livorno 2:1 4. Siena - Milan 3:4 5. Milan - Sampdoria 1:0 6. Palermo - Milan 0:0 7. Milan - Chievo 3:1 8. Inter - Milan 2:1 9. Milan - Atalanta 1:0 10. Roma - Milan 1:1 11. Milan - Empoli 3:1 12. Messina - Milan 1:3 13. Ascoli - Milan 2:5 14. Milan - Cagliari 3:1 15. Torino - Milan 0:1 16. Milan - Fiorentina 0:0 17. Catania - Milan 1:1 18. Milan - Udinese 2:3 19. Reggina - Milan 2:1 |

#### Sezon 2007/2008
| Runda jesienna: 1. Genoa - Milan 0:3 2. Milan - Fiorentina 1:1 3. Siena - Milan 1:1 4. Milan - Parma 1:1 5. Palermo - Milan 2:1 6. Milan - Catania 1:1 7. Lazio - Milan 1:5 8. Milan - Empoli 0:1 9. Milan - Roma 0:1 10. Sampdoria - Milan 0:5 11. Milan - Torino 0:0 12. Cagliari - Milan 1:2 13. Milan - Juventus 0:0 14. Inter - Milan 2:1 15. Milan - Napoli 5:2 16. Udinese - Milan 0:1 17. Atalanta - Milan 2:1 18. Milan - Genoa 2:0 19. Reggina - Milan 0:1 | Runda wiosenna: 1. Fiorentina - Milan 0:1 2. Milan - Siena 1:0 3. Milan - Livorno 1:1 4. Parma - Milan 0:0 5. Milan - Palermo 2:1 6. Catania - Milan 1:1 7. Milan - Lazio 1:1 8. Empoli - Milan 1:3 9. Roma - Milan 2:1 10. Milan - Sampdoria 1:2 11. Torino - Milan 0:1 12. Milan - Atalanta 1:2 13. Milan - Cagliari 3:1 14. Juventus - Milan 3:2 15. Milan - Reggina 5:1 16. Livorno - Milan 1:4 17. Milan - Inter 2:1 18. Napoli - Milan 3:1 19. Milan - Udinese 4:1 |

## Bilans Milanu w Serie A 1929/30 - 2007/08

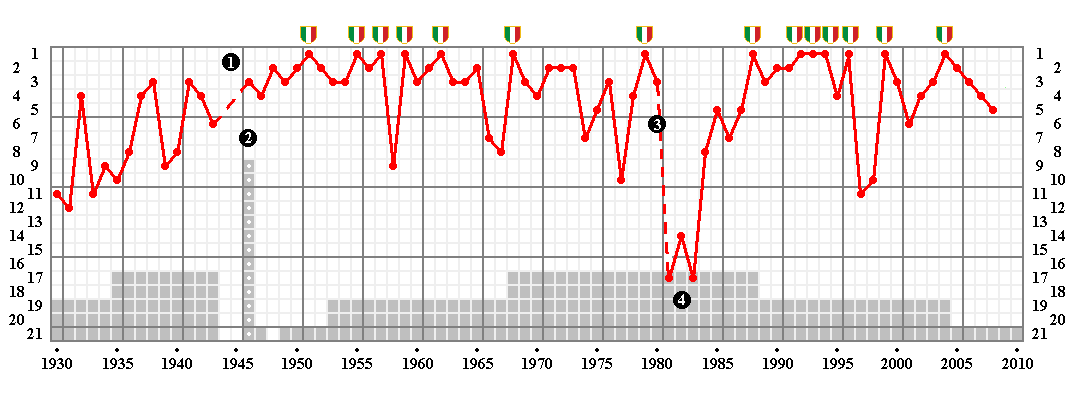
Diagram wyników Milanu w Serie A - wykres końcowych miejsc w tabeli.

| W kolejnych kolumnach poniższej tabeli: Sezon - kolejny sezon, Poz. Milanu - pozycja Milanu w tabeli rozgrywek, Z - zwycięstwa, R - remisy, P - porażki, GZ - gole zdobyte, GS - gole stracone, Pkt Milanu - punkty Milanu w tabeli rozgrywek, Zwycięzca - zwycięska drużyna, Pkt zwycięzcy - punkty zwycięskiego zespołu, Uwagi - dodatkowe informacje |

| Sezon   | Poz. Milanu    | Mecze          | Z              | R              | P              | GZ             | GS             | Pkt Milanu     | Zwycięzca                    | Pkt zwycięzcy  | Uwagi                                                             |
| ------- | -------------- | -------------- | -------------- | -------------- | -------------- | -------------- | -------------- | -------------- | ---------------------------- | -------------- | ----------------------------------------------------------------- |
| 1929/30 | 11.            | 34             | 11             | 10             | 13             | 52             | 48             | 32             | Ambrosiana-Inter             | 50             | Do sezonu 1994/95 przyznawano 2 punkty za zwycięstwo              |
| 1930/31 | 12.            | 34             | 12             | 7              | 15             | 48             | 53             | 31             | Juventus F.C.                | 55             | -                                                                 |
| 1931/32 | 4.             | 34             | 15             | 9              | 10             | 57             | 40             | 39             | Juventus F.C.                | 54             | -                                                                 |
| 1932/33 | 11.            | 34             | 11             | 10             | 13             | 57             | 62             | 32             | Juventus F.C.                | 54             | -                                                                 |
| 1933/34 | 9.             | 34             | 12             | 9              | 13             | 50             | 49             | 33             | Juventus F.C.                | 53             | -                                                                 |
| 1934/35 | 10.            | 30             | 8              | 11             | 11             | 36             | 38             | 27             | Juventus F.C.                | 44             | -                                                                 |
| 1935/36 | 8.             | 30             | 10             | 8              | 12             | 40             | 41             | 28             | FC Bologna                   | 40             | -                                                                 |
| 1936/37 | 4.             | 30             | 13             | 10             | 7              | 39             | 29             | 36             | FC Bologna                   | 42             | -                                                                 |
| 1937/38 | 3.             | 30             | 13             | 12             | 5              | 43             | 27             | 38             | Ambrosiana-Inter             | 41             | -                                                                 |
| 1938/39 | 9.             | 30             | 10             | 8              | 12             | 36             | 34             | 28             | FC Bologna                   | 42             | -                                                                 |
| 1939/40 | 8.             | 30             | 10             | 8              | 12             | 46             | 38             | 28             | Ambrosiana-Inter             | 44             | -                                                                 |
| 1940/41 | 3.             | 30             | 12             | 10             | 8              | 55             | 34             | 34             | FC Bologna                   | 39             | -                                                                 |
| 1941/42 | 4.             | 30             | 10             | 7              | 13             | 53             | 53             | 27             | AS Roma                      | 42             | -                                                                 |
| 1942/43 | 6.             | 30             | 10             | 9              | 11             | 39             | 44             | 29             | Torino FC                    | 44             | -                                                                 |
| 1943/44 | nie rozgrywano | nie rozgrywano | nie rozgrywano | nie rozgrywano | nie rozgrywano | nie rozgrywano | nie rozgrywano | nie rozgrywano | nie rozgrywano               | nie rozgrywano | nie rozgrywano                                                    |
| 1944/45 | nie rozgrywano | nie rozgrywano | nie rozgrywano | nie rozgrywano | nie rozgrywano | nie rozgrywano | nie rozgrywano | nie rozgrywano | nie rozgrywano               | nie rozgrywano | nie rozgrywano                                                    |
| 1945/46 | 4.             | 26             | 12             | 6              | 8              | 38             | 36             | 30             | Torino FC                    | 42             | Grupa Włoch Północnych                                            |
| 1945/46 | 3.             | 14             | 7              | 2              | 5              | 25             | 16             | 16             | Torino FC                    | 22             | Grupa finałowa                                                    |
| 1946/47 | 4.             | 38             | 19             | 12             | 7              | 75             | 52             | 50             | Torino FC                    | 63             | -                                                                 |
| 1947/48 | 2.             | 38             | 21             | 7              | 12             | 76             | 48             | 49             | Torino FC                    | 65             | -                                                                 |
| 1948/49 | 3.             | 38             | 21             | 8              | 9              | 83             | 52             | 50             | Torino FC                    | 60             | -                                                                 |
| 1949/50 | 2.             | 38             | 27             | 3              | 8              | 118            | 45             | 57             | Juventus F.C.                | 62             | -                                                                 |
| 1950/51 | 1.             | 38             | 26             | 8              | 4              | 107            | 39             | 60             | A.C. Milan 2. Inter Mediolan | 60 59          | -                                                                 |
| 1951/52 | 2.             | 38             | 20             | 13             | 5              | 87             | 41             | 53             | Juventus F.C.                | 60             | -                                                                 |
| 1952/53 | 3.             | 34             | 17             | 9              | 8              | 64             | 34             | 43             | Inter Mediolan               | 47             | -                                                                 |
| 1953/54 | 3.             | 34             | 17             | 10             | 7              | 66             | 39             | 44             | Inter Mediolan               | 51             | -                                                                 |
| 1954/55 | 1.             | 34             | 19             | 10             | 5              | 81             | 35             | 48             | A.C. Milan 2. Udinese Calcio | 48 44          | -                                                                 |
| 1955/56 | 2.             | 34             | 16             | 9              | 9              | 70             | 48             | 41             | ACF Fiorentina               | 53             | -                                                                 |
| 1956/57 | 1.             | 34             | 21             | 6              | 7              | 65             | 40             | 48             | A.C. Milan 2. ACF Fiorentina | 48 42          | -                                                                 |
| 1957/58 | 9.             | 34             | 9              | 14             | 11             | 61             | 47             | 32             | Juventus F.C.                | 51             | -                                                                 |
| 1958/59 | 1.             | 34             | 20             | 10             | 2              | 84             | 32             | 52             | A.C. Milan 2. ACF Fiorentina | 52 49          | -                                                                 |
| 1959/60 | 3.             | 34             | 17             | 10             | 7              | 56             | 37             | 44             | Juventus F.C.                | 55             | -                                                                 |
| 1960/61 | 2.             | 34             | 18             | 9              | 7              | 65             | 39             | 45             | Juventus F.C.                | 49             | -                                                                 |
| 1961/62 | 1.             | 34             | 24             | 5              | 5              | 83             | 36             | 53             | A.C. Milan 2. Inter Mediolan | 53 48          | -                                                                 |
| 1962/63 | 3.             | 34             | 15             | 13             | 6              | 53             | 27             | 43             | Inter Mediolan               | 49             | -                                                                 |
| 1963/64 | 3.             | 34             | 21             | 9              | 4              | 58             | 28             | 51             | FC Bologna                   | 54             | -                                                                 |
| 1964/65 | 2.             | 34             | 21             | 9              | 4              | 52             | 23             | 51             | Inter Mediolan               | 54             | -                                                                 |
| 1965/66 | 7.             | 34             | 13             | 12             | 9              | 43             | 33             | 38             | Inter Mediolan               | 50             | -                                                                 |
| 1966/67 | 8.             | 34             | 11             | 15             | 8              | 36             | 32             | 37             | Juventus F.C.                | 49             | -                                                                 |
| 1967/68 | 1.             | 30             | 18             | 10             | 2              | 53             | 24             | 46             | A.C. Milan 2. SSC Napoli     | 46 37          | -                                                                 |
| 1968/69 | 3.             | 30             | 14             | 13             | 3              | 31             | 12             | 41             | ACF Fiorentina               | 45             | -                                                                 |
| 1969/70 | 4.             | 30             | 13             | 10             | 7              | 38             | 24             | 36             | Cagliari Calcio              | 45             | -                                                                 |
| 1970/71 | 2.             | 30             | 15             | 12             | 3              | 54             | 26             | 42             | Inter Mediolan               | 46             | -                                                                 |
| 1971/72 | 2.             | 30             | 16             | 10             | 4              | 36             | 17             | 42             | Juventus F.C.                | 43             | -                                                                 |
| 1972/73 | 2.             | 30             | 18             | 8              | 4              | 65             | 33             | 44             | Juventus F.C.                | 45             | -                                                                 |
| 1973/74 | 7.             | 30             | 11             | 8              | 11             | 34             | 36             | 30             | S.S. Lazio                   | 43             | -                                                                 |
| 1974/75 | 5.             | 30             | 12             | 12             | 6              | 37             | 22             | 36             | Juventus F.C.                | 43             | -                                                                 |
| 1975/76 | 3.             | 30             | 15             | 8              | 7              | 42             | 28             | 38             | Torino FC                    | 45             | -                                                                 |
| 1976/77 | 10.            | 30             | 5              | 17             | 8              | 30             | 33             | 27             | Juventus F.C.                | 51             | -                                                                 |
| 1977/78 | 4.             | 30             | 12             | 13             | 5              | 38             | 25             | 37             | Juventus F.C.                | 44             | -                                                                 |
| 1978/79 | 1.             | 30             | 17             | 10             | 3              | 46             | 19             | 44             | A.C. Milan 2. Perugia        | 44 41          | -                                                                 |
| 1979/80 | 3.             | 30             | 14             | 8              | 8              | 34             | 19             | 36             | Inter Mediolan               | 41             | Milan zdegradowany do Serie B za udział w aferze Totonero         |
| 1980/81 | 1. (B)         | 38             | 18             | 14             | 6              | 49             | 29             | 50             | A.C. Milan 2. Genoa CFC      | 50 48          | Milan w Serie B, awans do Serie A                                 |
| 1981/82 | 14.            | 30             | 7              | 10             | 13             | 21             | 31             | 24             | Juventus F.C.                | 46             | Spadek do Serie B                                                 |
| 1982/83 | 1. (B)         | 38             | 19             | 16             | 3              | 77             | 36             | 54             | A.C. Milan 2. S.S. Lazio     | 54 46          | Milan w Serie B, awans do Serie A                                 |
| 1983/84 | 8.             | 30             | 10             | 12             | 8              | 37             | 40             | 32             | Juventus F.C.                | 43             | -                                                                 |
| 1984/85 | 5.             | 30             | 12             | 12             | 6              | 31             | 25             | 36             | Verona                       | 43             | -                                                                 |
| 1985/86 | 7.             | 30             | 10             | 11             | 9              | 26             | 24             | 31             | Juventus F.C.                | 45             | -                                                                 |
| 1986/87 | 5.             | 30             | 13             | 9              | 8              | 31             | 21             | 35             | SSC Napoli                   | 42             | -                                                                 |
| 1987/88 | 1.             | 30             | 17             | 11             | 2              | 43             | 14             | 45             | A.C. Milan 2. SSC Napoli     | 45 42          | -                                                                 |
| 1988/89 | 3.             | 34             | 16             | 14             | 4              | 61             | 25             | 46             | Inter Mediolan               | 58             | -                                                                 |
| 1989/90 | 2.             | 34             | 22             | 5              | 7              | 56             | 27             | 49             | SSC Napoli                   | 51             | -                                                                 |
| 1990/91 | 2.             | 34             | 18             | 10             | 6              | 46             | 19             | 46             | UC Sampdoria                 | 51             | -                                                                 |
| 1991/92 | 1.             | 34             | 22             | 12             | 0              | 74             | 21             | 56             | A.C. Milan 2. Juventus F.C.  | 56 48          | -                                                                 |
| 1992/93 | 1.             | 34             | 18             | 14             | 2              | 65             | 32             | 50             | A.C. Milan 2. Inter Mediolan | 50 46          | -                                                                 |
| 1993/94 | 1.             | 34             | 19             | 12             | 3              | 36             | 15             | 50             | A.C. Milan 2. Juventus F.C.  | 50 47          | -                                                                 |
| 1994/95 | 4.             | 34             | 17             | 9              | 8              | 53             | 32             | 60             | Juventus F.C.                | 73             | Od tego sezonu przyznawano 3 punkty za zwycięstwo                 |
| 1995/96 | 1.             | 34             | 21             | 10             | 3              | 60             | 24             | 73             | A.C. Milan 2. Juventus F.C.  | 73 65          | -                                                                 |
| 1996/97 | 11.            | 34             | 11             | 10             | 13             | 43             | 45             | 43             | Juventus F.C.                | 65             | -                                                                 |
| 1997/98 | 10.            | 34             | 11             | 11             | 12             | 37             | 43             | 44             | Juventus F.C.                | 74             | -                                                                 |
| 1998/99 | 1.             | 34             | 20             | 10             | 4              | 59             | 34             | 70             | A.C. Milan 2. S.S. Lazio     | 70 69          | -                                                                 |
| 1999/00 | 3.             | 34             | 16             | 13             | 5              | 65             | 40             | 61             | S.S. Lazio                   | 72             | -                                                                 |
| 2000/01 | 6.             | 34             | 12             | 13             | 9              | 56             | 46             | 49             | AS Roma                      | 75             | -                                                                 |
| 2001/02 | 4.             | 34             | 14             | 13             | 7              | 47             | 33             | 55             | Juventus F.C.                | 71             | -                                                                 |
| 2002/03 | 3.             | 34             | 18             | 7              | 9              | 55             | 30             | 61             | Juventus F.C.                | 72             | -                                                                 |
| 2003/04 | 1.             | 34             | 25             | 7              | 2              | 65             | 24             | 82             | A.C. Milan 2. AS Roma        | 82 71          | -                                                                 |
| 2004/05 | 2.             | 38             | 23             | 10             | 5              | 63             | 28             | 79             | Juventus F.C.                | 85             | -                                                                 |
| 2005/06 | 3.             | 38             | 28             | 4              | 6              | 85             | 31             | 58             | Inter Mediolan               | 76             | Odebrane 30 pkt i utrata 2. miejsca za udział w aferze Calciopoli |
| 2006/07 | 4.             | 38             | 19             | 12             | 7              | 57             | 36             | 61             | Inter Mediolan               | 97             | Minus 8 punktów jako kontynuacja kary z poprzedniego sezonu       |
| 2007/08 | 5.             | 38             | 18             | 10             | 10             | 66             | 38             | 64             | Inter Mediolan               | 85             | -                                                                 |